# Vernichtungslager Treblinka

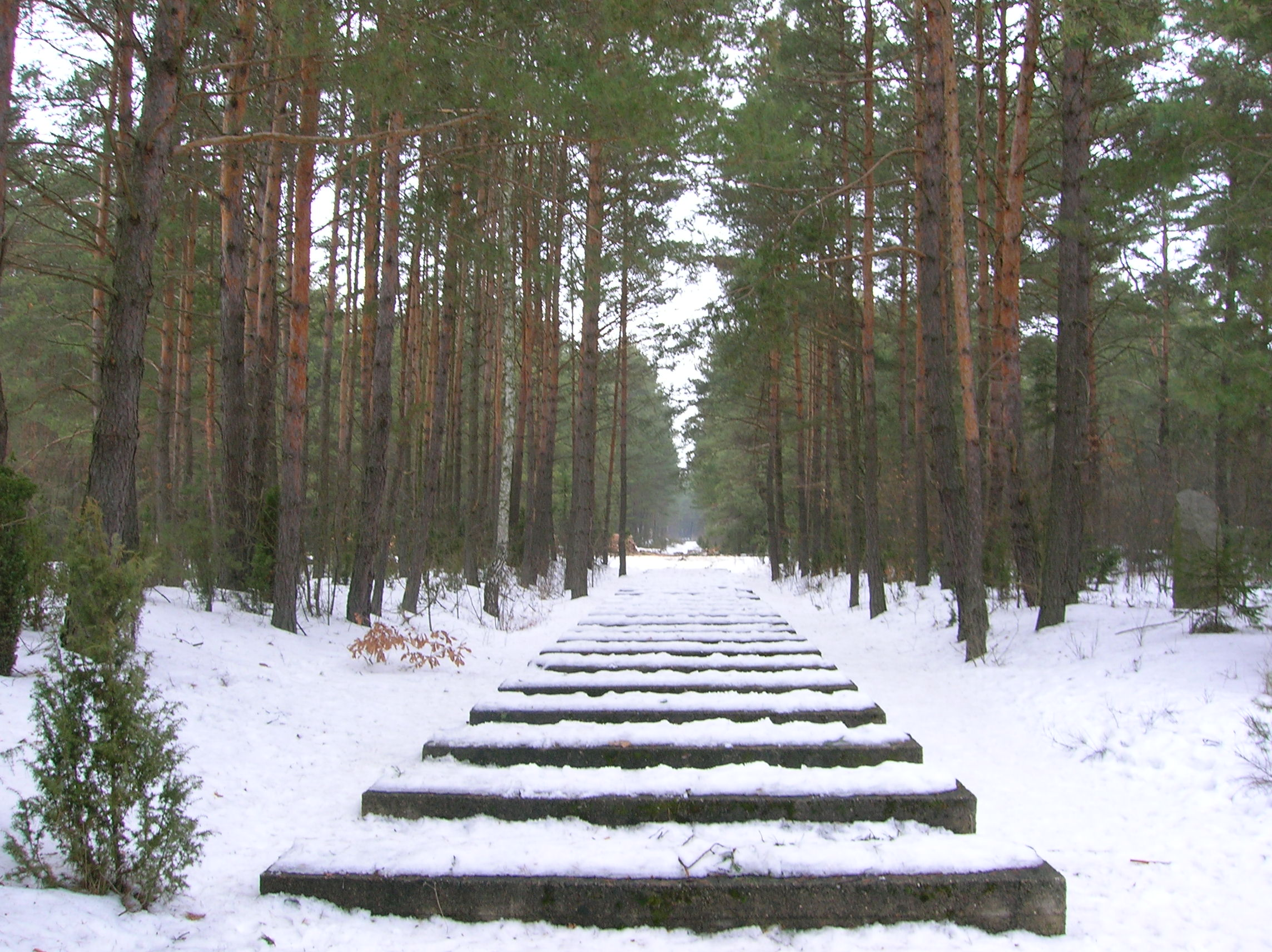
Aus Beton nachgebildete Bahnschwellen erinnern an das einstige Bahngleis, das durch ein dichtes Waldstück in das Vernichtungslager führte

Das Vernichtungslager Treblinka [trɛˈblinka] (zur Unterscheidung vom Arbeitslager Treblinka I auch Treblinka II genannt) war im Zweiten Weltkrieg das zuletzt errichtete und größte nationalsozialistische Vernichtungslager im Rahmen der Aktion Reinhardt im Generalgouvernement des deutsch besetzten Polen. Die Gesamtzahl der Menschen, die die SS dort zwischen dem 22. Juli 1942 und dem 21. August 1943 im Zuge des Holocaust ermordet hat, liegt bei deutlich über 700.000 und wird sogar auf über 1 Million geschätzt. Das Lager befand sich bei dem Dorf Treblinka in der Gemeinde Małkinia Górna in der Woiwodschaft Masowien, nordöstlich von Warschau.

## Geschichte

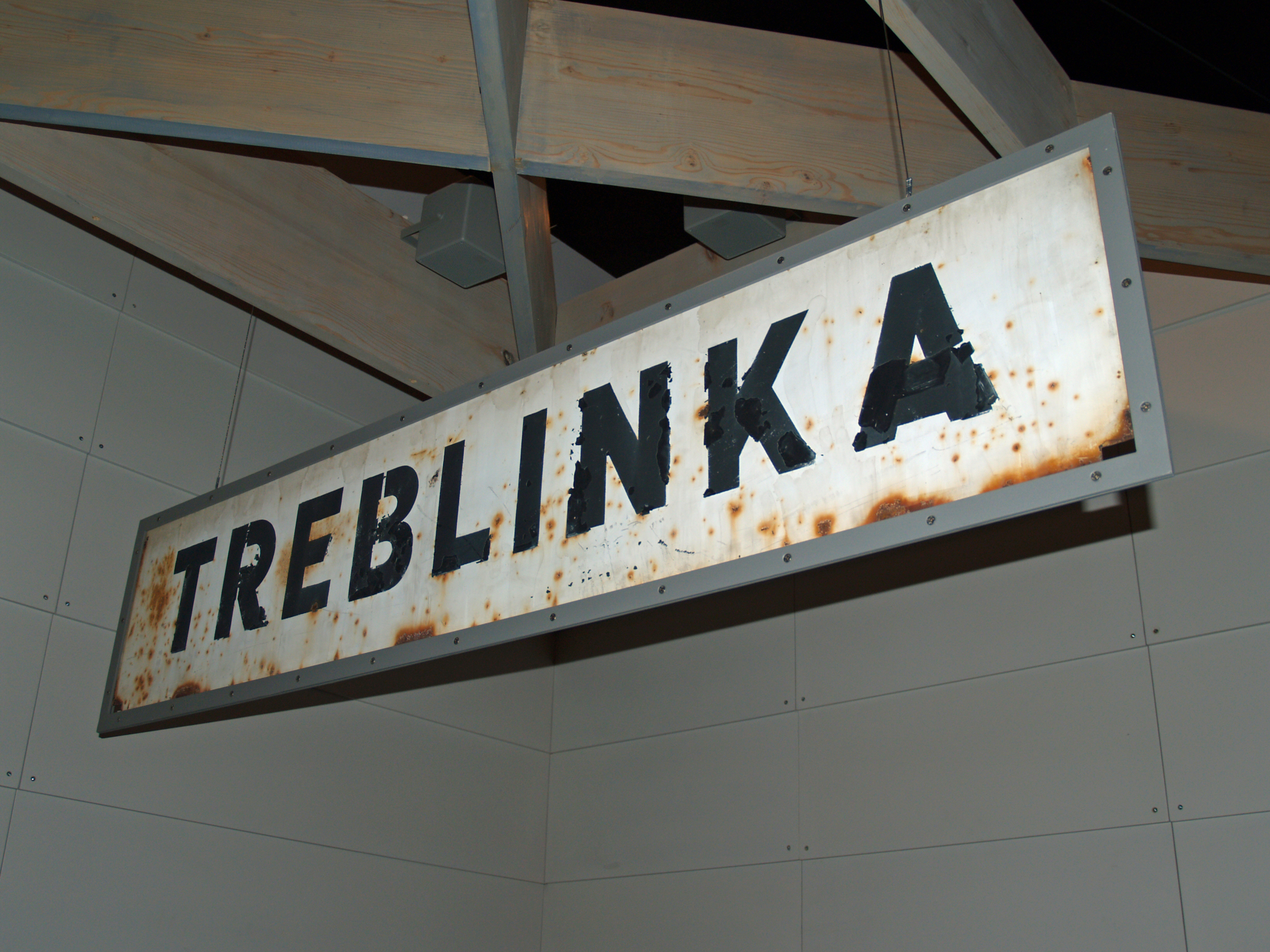
Stationsschild des Bahnhofs des nahegelegenen Dorfes Treblinka

Den Baubefehl zur Errichtung des Vernichtungslagers erteilte der Reichsführer SS, Heinrich Himmler, dem SS- und Polizeiführer im Distrikt Warschau, SS-Oberführer Arpad Wigand, in einer mündlichen Besprechung in Warschau am 17. April 1942.
Seine Errichtung war Teil der Aktion Reinhardt zur systematischen Ermordung aller Juden im deutsch besetzten Polen zwischen Juli 1942 und Oktober 1943. Dabei kam es auch zur Ermordung von Menschen aus anderen europäischen Ländern. Die Bauarbeiten begannen Ende Mai 1942 mit jüdischen KZ-Häftlingen aus der Umgebung, aus Warschau sowie aus dem Arbeitslager Treblinka I. Bauaufsicht hatte der SS-Hauptsturmführer Richard Thomalla. Es wurde zusätzlich ein Nebengleis vom Bahnhof Treblinka zum Vernichtungslager gelegt. Das Baumaterial stammte zum Teil aus dem Warschauer Ghetto und wurde über dieses Gleis herangeschafft.
Die zunächst drei Gaskammern mit einer Fläche von 48 m² wurden von „Spezialisten“ der Aktion T4 nach dem Muster des Vernichtungslagers Sobibor eingerichtet. Anfänglich umgab nur ein Stacheldrahtzaun das Lager. In den Zaun eingeflochtene Kiefernzweige sollten den Einblick verhindern. Später kam ein äußerer Bereich aus eisernen, mit Stacheldraht bewehrten Panzersperren hinzu. An den Ecken des Lagers und im eigentlichen Vernichtungsbereich waren hölzerne, ca. acht Meter hohe Wachtürme errichtet worden. Das Lagertor bestand aus zwei hohen Säulen und einem schmalen Dach. Die Säulen waren jeweils mit einer Blume aus Metall verziert. Ein daran befestigtes Schild trug die Aufschrift „SS Sonderkommando Treblinka“. Die daneben befindliche Wachstube war im Stil eines Tiroler Bauernhauses errichtet worden.
Das ganze Lager war in drei etwa gleich große Bereiche unterteilt: das sogenannte Wohngebiet für die Wachmannschaften („Max-Biala-Kaserne“) und die Häftlingsbaracken, das Auffanglager und das Todeslager oder „Obere Lager“, das auf dem ansteigenden Gelände lag.
Ein 100 × 100 m großer Bereich im Wohngebiet war das eigentliche Gefangenenlager mit drei großen Schlafbaracken und Werkstätten; daneben lag der Appellplatz und die Latrine. Alles war separat mit Stacheldraht eingezäunt.
Ins Auffanglager konnten die Transportzüge durch ein mit einem kleinen Wäldchen getarntes Tor im Lagerzaun hineinfahren und an der ca. 200 m langen Rampe halten. Es gab ein Gebäude, das einen Bahnhof mit dem von der SS erfundenen Namen „Obermajdan“ vortäuschte. Daneben befand sich eine kleinere Baracke, in der sich die Frauen ausziehen mussten. Eine weitere Baracke diente hier als Lagerraum für das geraubte Gepäck. In der Anfangsphase der Vernichtungsaktionen schlief das jüdische Arbeitskommando in dieser Baracke.

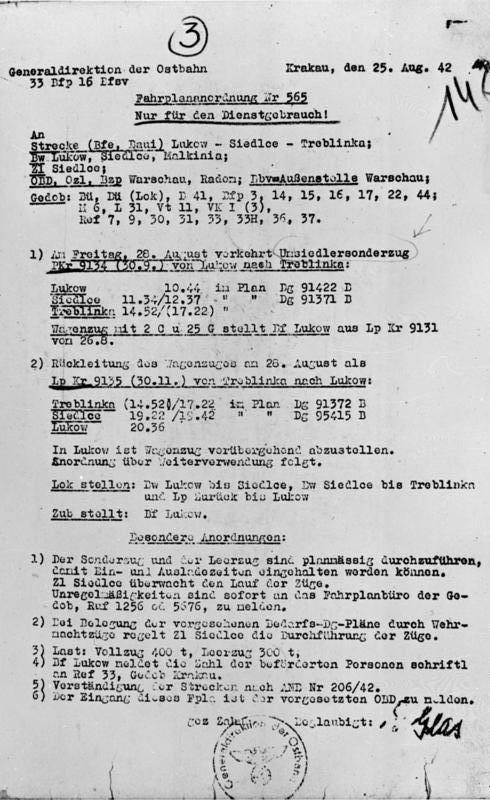
Fahrplananordnung zur sogenannten Umsiedlung nach dem Osten vom 25. August 1942

Im Todeslager fand der eigentliche Massenmord auf einer Fläche von ca. 200 m × 250 m, umgeben von hohen Erdwällen statt. Hier standen die Gaskammern, wurden die Massengräber angelegt und später die Verbrennungsroste installiert. In zwei später zusätzlich eingezäunten Baracken war das jüdische Sonderkommando mit Küche, Toilette und Wäscherei untergebracht. Ein zusätzlicher Wachturm und ein Wachhäuschen standen in der Mitte.
Treblinka war nach einer Meldung am 22. Juli 1942 bereit, Deportationstransporte zu empfangen. Damit konnte die „Große Aussiedlung“ aus dem Warschauer Ghetto und den östlichen Teilen des Distrikts Warschau beginnen. Der erste Transport mit Juden aus dem Warschauer Ghetto kam am 23. Juli an. Zwischen August und Oktober 1942 ließ die SS zehn weitere Gaskammern mit insgesamt 320 m² Grundfläche errichten. Damit konnte die Anzahl von Menschen aus 20 Eisenbahnwaggons gleichzeitig ermordet werden. Die Hauptvernichtungszeiten in Treblinka erstreckten sich von Juli 1942 bis Januar 1943 mit Transporten aus Stadt und Distrikt Warschau, aus den Distrikten Radom und Lublin, dem Bezirk Białystok und dem böhmischen Theresienstadt, Februar bis Mitte März 1943 aus Bezirk und Stadt Białystok, Ende März bis Anfang April 1943 mit Transporten aus dem von Bulgarien besetzten, zuvor griechischen Teil Thrakiens (Westthrakien) und Griechenland und Mitte August 1943 aus der Stadt Białystok.
Nach dem Aufstand am 2. August 1943 vergaste die SS am 21. August 1943 noch Häftlinge aus zwei Zügen aus Białystok (mit den Nrn. PJ 207 und PJ 208). Danach wurde das Lager abgebaut. Teile der Baracken ließ man per Bahn zum SS-Arbeitslager Dorohucza bei Trawniki transportieren. Am 17. November 1943 verließ der letzte Transport mit Restmaterialien das Gelände. In der Folgezeit entstand auf dem Gelände zur Tarnung ein Bauernhof.

## Vernichtungsprozess

### Im unteren Lager

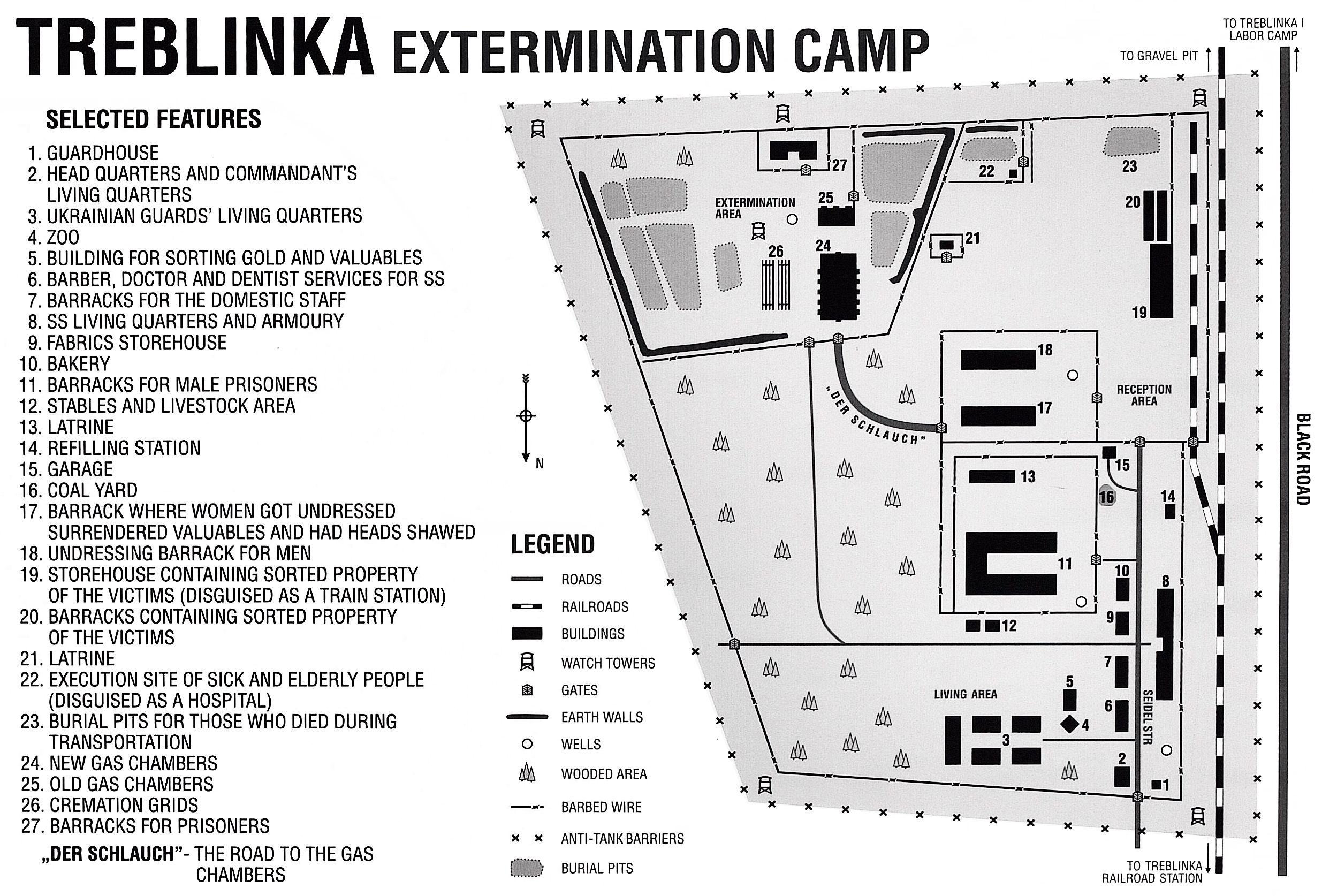
Übersichtskarte des Lagers (2009 erstellt)

Die meist aus den Ghettos des Generalgouvernements kommenden Züge mit den Deportierten warteten im Bahnhof Treblinka, bis die Rampe im Lager frei war und weitere Opfer ins Lager gebracht werden konnten. Dann wurden bis zu 20 Waggons vom Zug abgekoppelt und bis an die Rampe geschoben. Trawniki- und SS-Männer drängten die Angekommenen zu zügigem Aussteigen, wobei das Ziel weiterhin – verfolgt bspw. durch entsprechende Anweisungen und Ansprachen – in der Aufrechterhaltung der Illusion einer Ankunft in einem Durchgangslager bestand. In den ersten Wochen des Lagers gelang dies nahezu vollständig. Allerdings stieg ab Mitte August 1942 die Zahl der pro Tag in Treblinka ankommenden Opfer deutlich, so dass SS und Trawniki-Männer auch regelmäßig Peitschenhiebe, Schläge mit Gewehrkolben und Schüsse einsetzten, um das Aussteigen aus den Zügen und das Leeren der Rampe zu beschleunigen.
Personen, die aufgrund von Alter, Verletzungen oder sonstiger körperlicher Schwäche erkennbar nicht in der Lage waren, den Weg bis in die Gaskammern zurückzulegen, wurden an der Rampe ausgesondert und von Arbeitshäftlingen zum „Lazarett“ gebracht. Dort warteten sie auf Bänken neben dem Eingang, bis einer der dort eingesetzten Häftlinge sie mit Verweis auf eine bevorstehende Untersuchung durch einen Arzt dazu brachte, sich auszuziehen. In der Anfangszeit des Lagers wurden die Opfer in die Grube geworfen und dort solange beschossen, bis sie sich nicht mehr bewegten. Mit der Ablösung des Lagerkommandanten Eberl durch Stangl wurde durch Christian Wirth auch die Hinrichtungsmethode im „Lazarett“ modifiziert: Das Opfer musste sich nun mit dem Gesicht in Richtung der zuvor Erschossenen auf den am Rand der Grube befindlichen Erdwall setzen oder wurde, sofern es nicht mehr zum Laufen fähig war, dorthin gelegt. Ein SS-Mann – seltener Trawniki-Mann – tötete es dann mit einem Genickschuss. Ab etwa Ende 1942 brannte in der Grube des „Lazaretts“ zudem ständig ein Feuer, so dass die neu hinzugekommenen Leichen sofort verbrannten. Zu den Tätern im „Lazarett“ gehörten u. a. der SS-Unterscharführer Willi Mentz, August Wilhelm Miete und der SS-Unterscharführer Möller, die abwechselnd dort tätig waren. Wurde die Zahl der zu erschießenden Individuen zu groß, zogen sie zusätzlich Trawniki-Männer für die Erschießungen hinzu.
Die Bewacher trieben die noch zum Laufen fähigen Opfer durch eine Lücke in dem Bretterzaun, der die Rampe vom übrigen Lager abschirmte, auf den Platz zwischen den Auskleidebaracken („Umschlagplatz“). Ein Schild informierte die Ankommenden auf Polnisch und Deutsch über den angeblichen Zweck des Aufenthalts:

„Achtung Warschauer Juden!
Ihr befindet Euch hier in einem Durchgangslager, von dem aus der Weitertransport in Arbeitslager erfolgen wird. Zur Verhütung von Seuchen sind sowohl Kleider als auch Gepäckstücke zum Desinfizieren abzugeben.

Gold, Geld, Devisen und Schmuck sind gegen Quittung der Kasse zu übergeben. Sie werden später gegen Vorlage der Quittungen wieder ausgehändigt.
Zur Körperreinigung haben sich alle Ankommenden vor dem Weitertransport zu baden.“

Auf dem „Umschlagplatz“ wurden Männer und Frauen getrennt: Frauen und Kinder zogen sich in der linken (nördlichen) der beiden Baracken nackt aus, Männer unter freiem Himmel. In der Anfangszeit des Lagers konnten die Männer die rechte (südliche) der beiden Baracken zum Auskleiden nutzen; später diente diese nur noch zum Sortieren und Lagern der Habseligkeiten der Ermordeten. In einem Raum am hinteren Ende der Auskleidebaracke der Frauen arbeitete das „Friseurkommando“, das den Frauen die Haare abschnitt und dieses in bereitgestellten Koffern und Taschen sammelte. In den ersten Tagen, nachdem im September oder Oktober 1942 mit dem Schneiden der Haare begonnen wurde, arbeitete das Friseurkommando noch im Gebäude der Gaskammern.

### Im oberen Lager
Vom Platz zwischen den Sortierbaracken trieben Trawniki- und SS-Männer die Opfer in Vierer- und Fünferreihen mit erhobenen Händen durch den „Schlauch“ zu den Gaskammern. An der „kleinen Kasse“ im „Schlauch“, auf dem Weg zu den Gaskammern an der Grenze zwischen unterem und oberem Lager gelegen, mussten die Opfer alle Wertgegenstände und Dokumente abgeben. Aufgrund der geringen Breite des „Schlauchs“ hatten die Opfer keine Chance, den Schlägen der Wachmannschaften auszuweichen, so dass sie versuchten, den Weg zu den Gaskammern möglichst schnell zurückzulegen.
Die Trawniki-Männer – u. a. Iwan Martschenko (genannt „Iwan der Schreckliche“), der auch Häftlinge folterte, und Nikolaj Schalajew – trieben die Opfer in die Gaskammern. In einem angebauten Raum stand ein Verbrennungsmotor, dessen giftige Abgase in die Gaskammern geleitet wurden. Die Türen wurden geschlossen und der Befehl zum Starten des Motors gegeben. Nach einiger Zeit überprüfte ein Trawnik oder ein SS-Mann an den Türen zu den Gaskammern, ob von den Opfern noch Lebenszeichen zu vernehmen waren. War dies nicht der Fall, gab er den Befehl zum Öffnen der Türen, die nach außen führenden Türen der Kammern wurden geöffnet und die Arbeitshäftlinge begannen mit dem Abtransport der Leichen. Aufgrund der großen Zahl an Menschen in den Kammern und da sich die Opfer gegenseitig angefasst hatten, waren die Körper in den Kammern wie ein einziger Fleischblock zusammengepresst, so dass sie von den Arbeitshäftlingen teilweise mit Gewalt herausgelöst werden mussten. Noch lebende, nicht durch die Motorabgase getötete Opfer erschossen Wachmänner vor den Gaskammern, an den Gruben bzw. Verbrennungsrosten oder auf dem Weg dorthin.
Von der Ankunft eines Zugs im Lager bis zur Tötung der neu angekommenen Opfer vergingen „im Regelfalle nicht mehr als etwa 1 ½ Stunden“.

### Beseitigung der Leichen
Die Häftlinge des „Leichenkommandos“ mussten die Leichen aus den Gaskammern holen und im Laufschritt zu den als Massengräber dienenden Gruben bringen. Der Transport zu den Gruben erfolgte zunächst mit einer Feldbahn. Als diese sich aufgrund zu häufiger Entgleisungen als zu störanfällig erwies, schleppten die Häftlinge die Leichen ohne Hilfsmittel. Schließlich wurden mit Lederriemen versehene hölzerne Bahren in der Form von Leitern an die Häftlinge ausgegeben, auf denen sie – jeweils zu zweit – einen Körper legten und zu den Massengräbern trugen.
Auf dem Weg von den Gaskammern zu den Gruben hielten die Träger beim bereitstehenden „Dentistenkommando“, dessen Angehörige die Kiefer der Toten aufbrachen und die Mundhöhle sowie andere Körperöffnungen nach Kunst-, insbesondere Goldzähnen sowie versteckten Wertgegenständen durchsuchten und Kunstzähne mit Beißzangen entfernten. Die so gezogenen Zähne mussten die Häftlinge reinigen und an die Lagerleitung abliefern.
Die Träger warfen die Leichen in die als Massengräber dienenden Gruben. Das dort eingesetzte Häftlingskommando legte die Leichen der Reihe nach nebeneinander, wobei sie zur Reduktion des benötigten Platzes den Kopf eines Opfers neben den Füßen des Vorherigen platzierten. Die Leichen wurden mit Sand- oder Chlorkalk bestreut. Konnte eine Grube keine weiteren Körper mehr aufnehmen, wurde sie geschlossen.

## Exhumierung und Kremierung der Leichen

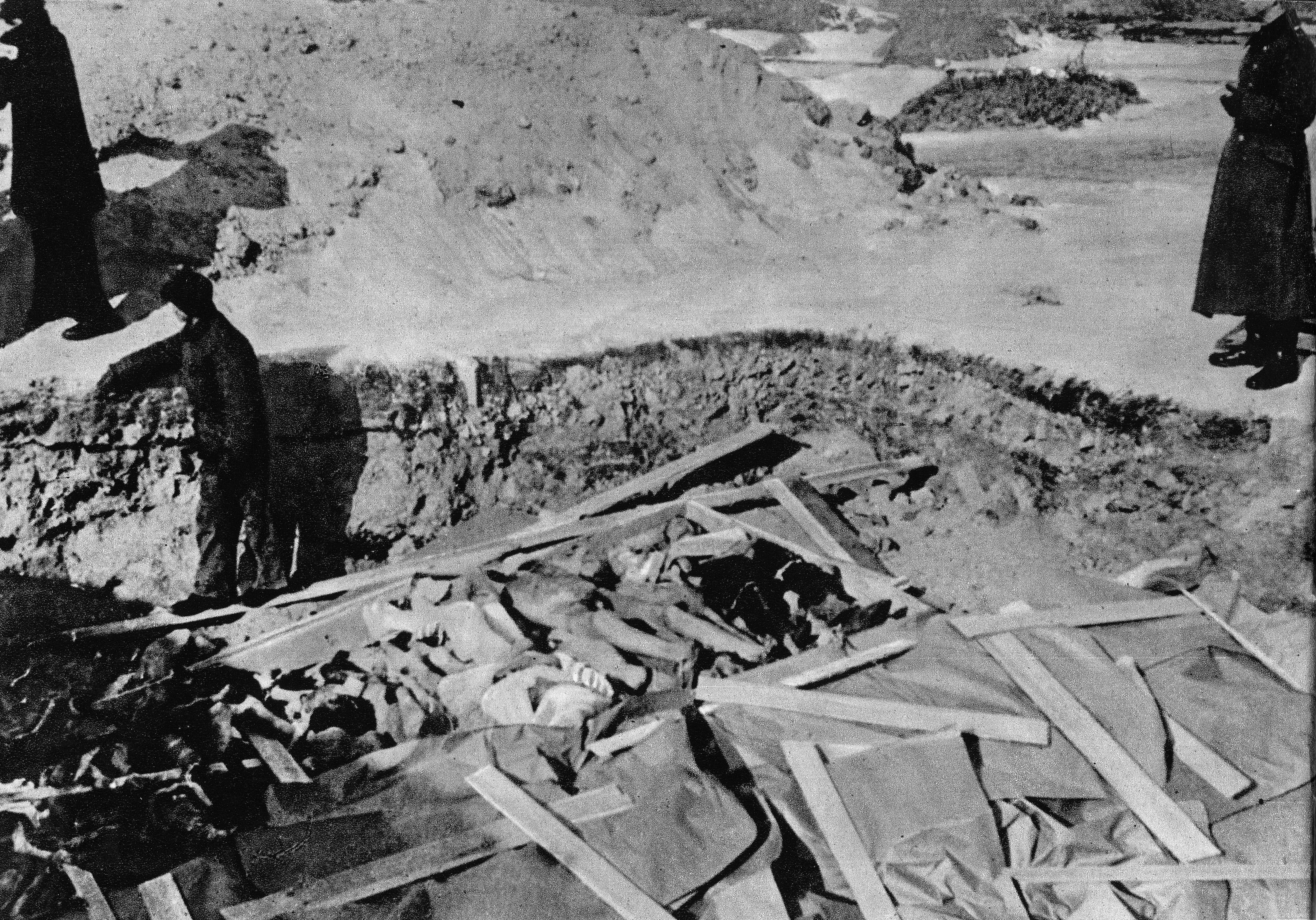
Offenes Massengrab, 1943

Im Frühjahr 1942 entschied Himmler, dass alle Spuren der Morde an Juden und internierten Mitgliedern der Roten Armee auf besetztem sowjetischen Gebiet und in den Vernichtungslagern durch das Ausgraben und Verbrennen der Opfer vernichtet werden sollen („Sonderaktion 1005“). Nach Versuchen zur möglichst effektiven Verbrennung von Leichen durch Paul Blobel in Kulmhof begann die SS nach Sobibor im Herbst 1942 und Belzec im November oder Dezember 1942 ab März 1943 auch in Treblinka mit der systematischen Kremierung sowohl der jeweils aktuell Ermordeten als auch der bereits in Massengräbern Bestatteten. Zu diesem Zeitpunkt waren in Treblinka bereits die Leichen von über 700.000 Menschen begraben worden. Die zeitliche Nähe zwischen dem Besuch Himmlers im Lager Ende Februar/Anfang März 1943 und dem Beginn der Kremierungs-Aktion legt zudem nahe, dass Himmler persönlich die Verbrennung der Leichen in Treblinka anordnete. Auch der durch die Verwesung der Leichen erzeugte Gestank spielte in Treblinka eine Rolle. So hatte sich eine in der Nähe des Lagers stationierte Einheit der Wehrmacht Ende Oktober 1942 über den Geruch beschwert, der vom Lager ausging.
Zur Einrichtung und Beaufsichtigung der Leichenverbrennung kam eigens der SS-Oberscharführer Herbert Floß, der zuvor in Sobibor tätig gewesen war, nach Treblinka. Ein weiterer für die Leitung der Verbrennung verantwortlicher Deutscher war der SS-Unterscharführer Otto Horn.

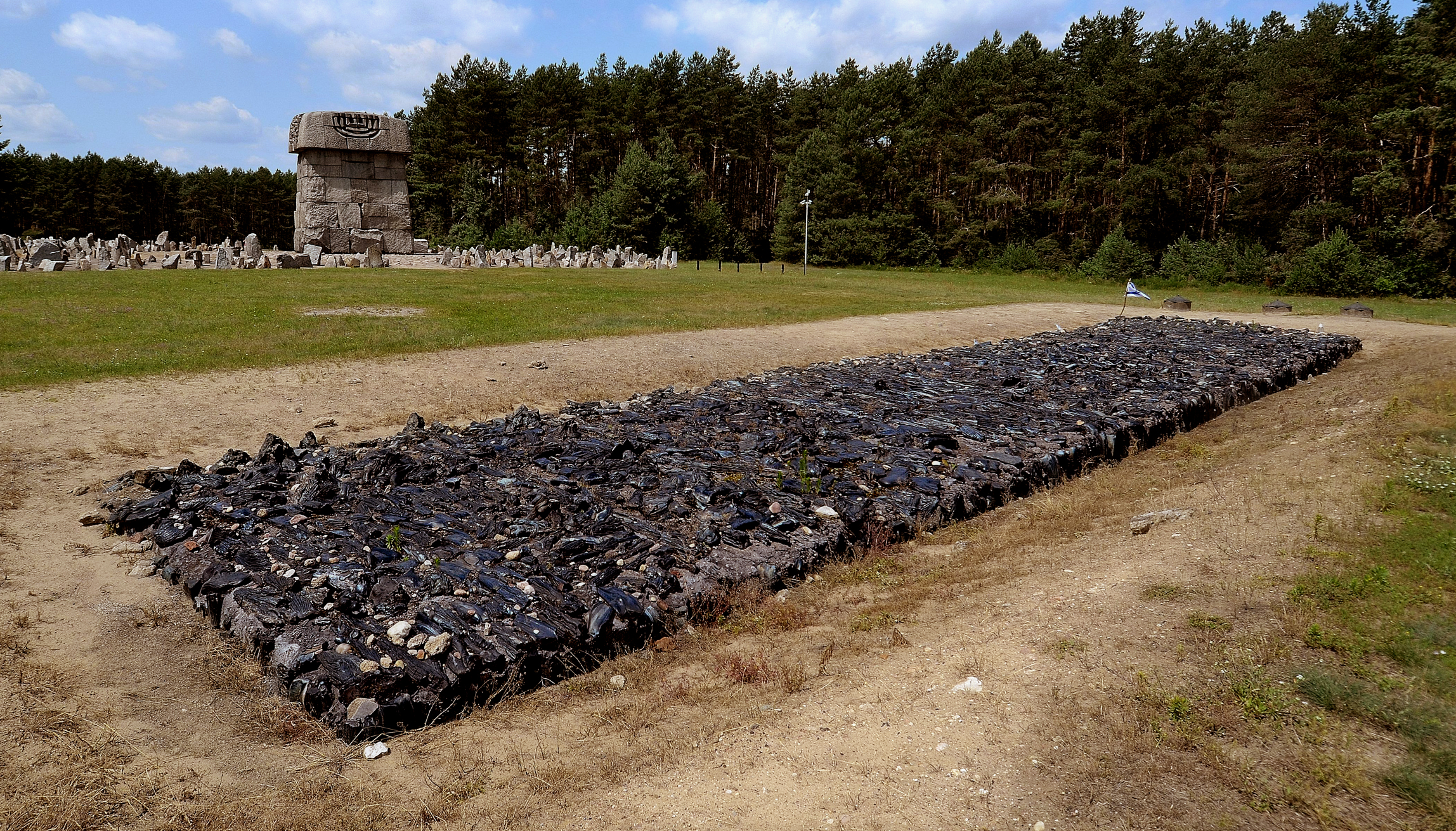
Symbolisierung der Einrichtungen zur Leichenverbrennung in der heutigen Gedenkstätte

Bei der Enterdung wurden mindestens zwei Bagger eingesetzt. Die zur Verbrennung benutzten Einrichtungen („Roste“) bestanden aus fünf oder sechs je 30 Meter langen Eisenbahnschienen (die zuerst verwendeten Feldbahnschienen hatten sich als nicht ausreichend hitzebeständig erwiesen), die in geringem Abstand nebeneinander auf drei je etwa 70 cm hohe Betonsockel gelegt wurden. Die genaue Zahl der verwendeten Verbrennungsroste ließ sich nach Kriegsende nicht mehr ermitteln. Das Landgericht Düsseldorf stellte in seiner Urteilsbegründung zum zweiten Treblinka-Prozess vom 3. September 1965 jedoch fest, dass es „mehrere derartiger Anlagen im oberen Lager gegeben haben muss.“, während Yitzhak Arad die gleichzeitige Existenz von bis zu sechs Verbrennungsrosten annimmt. Die Gesamtzahl der gleichzeitig verbrennbaren Leichen könnte demnach bei 12.000 gelegen haben.
Die Leichen aus den Gaskammern brachte das „Leichenkommando“ nun zu den Rosten, wo sie zwei Häftlinge der „Feuerkolonne“ auf die Schienen stapelten. Unter den Rosten legten die Häftlinge Holz aus und zündeten es an. Anfangs wurden Leichen und Holz zusätzlich mit Treibstoff übergossen, um das Verbrennen zu beschleunigen. Da die Verbrennung der exhumierten Opfer jedoch auch ohne Brandbeschleuniger funktionierte, wurde schließlich bei diesen auf den Einsatz von Treibstoff verzichtet. Um die „Feuerkolonne“ beim Beladen der Roste nicht zu behindern, belud man die Roste tagsüber und zündete sie in den Abendstunden an. Auf jedem Verbrennungsrost konnten bis zu 3000 Leichen gleichzeitig verbrannt werden, die Leichenberge erreichten dabei eine Höhe von zwei und die Flammen eine Höhe von bis zu zehn Metern.
Der zum Ausheben der Gruben genutzte Bagger fand auch beim Öffnen und Leeren der Massengräber Verwendung, nach Anlaufen der Verbrennungsaktion wurde zudem ein weiterer Bagger (nach anderen Angaben zwei weitere) herangeschafft. Die Greifbagger hoben die teilweise im Zustand der Verwesung befindlichen Körper aus den Massengräbern und legten sie neben den Gruben ab. Von dort aus trugen Häftlinge die Leichen zu den Rosten.
Die Häftlinge der „Aschekolonne“ räumten die unter den Rosten anfallende Asche weg, zerstampften verbliebene Knochenreste auf Blechen und siebten die Asche, um die Minimierung aller Hinweise auf menschliche Überreste sicherzustellen. Die Asche wurde abwechselnd mit Schichten aus Sand und Abfall in die geleerten Massengräber geschüttet und schließlich mit einer zwei Meter dicken Schicht aus Erde abgedeckt. Zuvor waren Versuche gescheitert, die Asche durch die Vermischung mit Sand und Staub zu verbergen.
Die vollständige Exhumierung und Kremierung der vergrabenen Opfer dauerte bis Ende Juli 1943.

## Aufstand am 2. August 1943

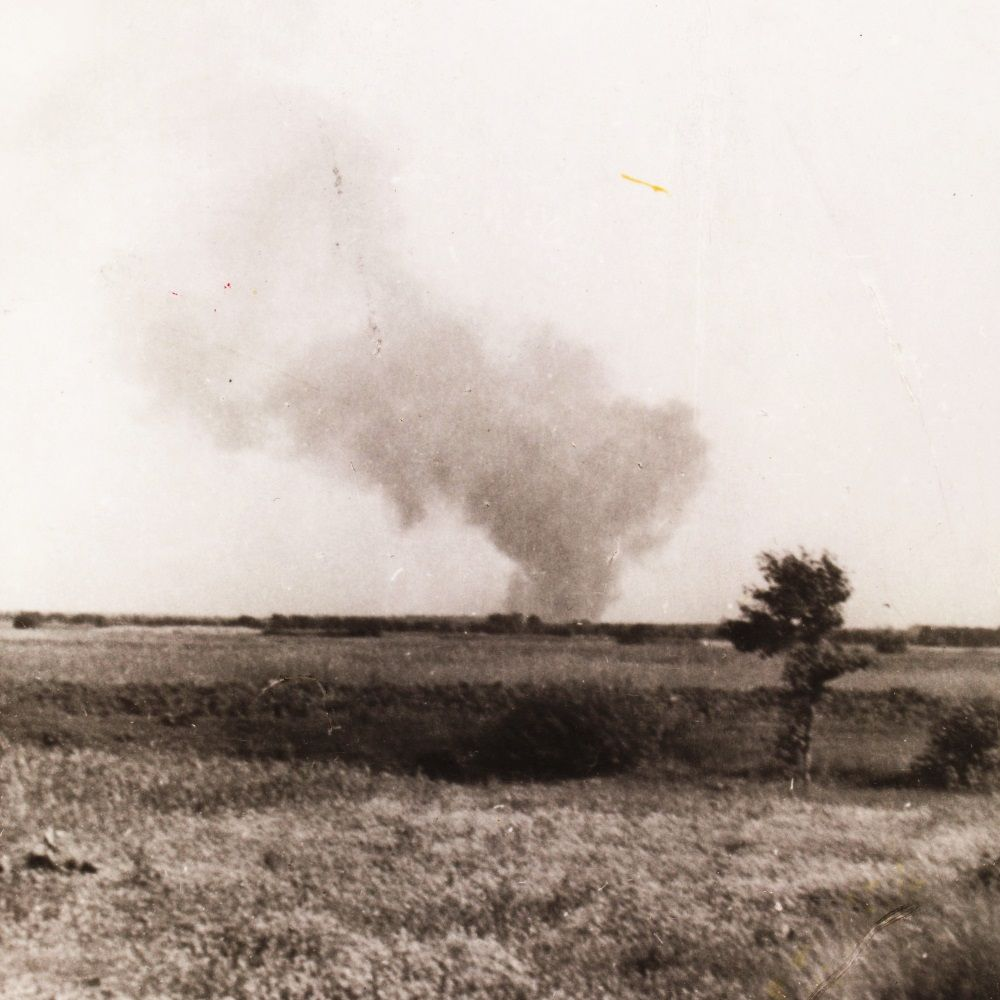
Rauchschwaden vom brennenden Treblinka II während des Aufstandes, 1943

Am 2. August 1943 kam es zum Aufstand von Insassen mit dem Ziel, die Zerstörung des Lagers und eine Massenflucht zu erreichen. Zumindest kurzfristig entkamen etwa 200 bis 250 Häftlinge. Überlebende verschleppte die SS ins Vernichtungslager Sobibor. Das Vernichtungslager, der Lagerteil Treblinka II,  wurde abgerissen. Nach dem Aufstand von Sobibór im folgenden Oktober wurde auch jenes Vernichtungslager geschlossen.
Etwa 60 Personen, die fliehen konnten und überlebten, sind namentlich bekannt. Viele von ihnen erlebten auch das Ende des Zweiten Weltkriegs.

## Opferzahl
Im Jahr 2000 fand man die Abschrift eines Funkspruchs, in dem SS-Sturmbannführer Hermann Höfle die Anzahl der im Zuge der Aktion Reinhard(t) getöteten Juden für das Jahr 1942 meldete. Laut dieser Quelle, dem so genannten Höfle-Telegramm, wurden in Treblinka bis Ende des Jahres 1942 genau 713.555 Juden ermordet. Das entspricht 56 % aller in diesem Jahr in den angeführten vier „Reinhardt“-Vernichtungslagern ermordeten Juden. Unter den Opfern in Treblinka waren auch ungefähr 2000 Sinti und Roma.
Im Jahre 2017 referierte Stephan Lehnstaedt neuere Forschungsergebnisse, die für Treblinka von mindestens 780.863 bis höchstens 951.800 Opfern ausgehen. Lehnstaedt selbst hält einen Schätzwert von 870.000 für realistisch.

## Bekannte Häftlinge, Opfer und Überlebende
Bekannte Häftlinge waren unter anderem Ernst Arndt, Abraham Bomba, Basia Liebgold, Edek, Richard Glazar, Martin Gray, Abraham Kurc, Solomon Liebgold, Jizchak Löwy, Richard Merländer, Abraham Ostrzega, Simon Pullman, Chil Rajchman, Dawid Rubinowicz, Abraham Schweizer, Armin Springer, Stefania Wilczyńska, Samuel Willenberg und Jankiel Wiernik. Ein später sehr berühmtes Opfer war der polnische Arzt und Pädagoge Janusz Korczak. Auch Bruno Winawer und Artur Gold waren im Lager. Von Sigmund Freuds Schwester Rosa Graf wird vermutet, dass sie in Treblinka ermordet wurde.
Nach neuestem Kenntnisstand sind lediglich die Namen „von etwas mehr als 60 Überlebenden des Vernichtungslagers bekannt“.
Am 19. Februar 2016 starb der letzte bekannte Überlebende des Lagers Samuel Willenberg in Tel Aviv im Alter von 93 Jahren. Willenberg hatte sich am Aufstand beteiligt.

## Lagerkommandanten und deren Strafverfolgung
Alle vier Lagerleiter Treblinkas hatten von Anfang an leitende Funktionen innerhalb der Krankenmorde der „Euthanasie“, genannt Aktion T4, ausgeübt. Erster Lagerleiter war von Mai bis September 1942 der Arzt Irmfried Eberl. An seine Stelle trat Franz Stangl (September 1942 bis August 1943). Kriminalsekretär Ernst Schemmel vertrat Stangl während seines Urlaubs Ende September/Anfang Oktober 1942 für einige Wochen. Letzter Lagerleiter wurde SS-Untersturmführer der Waffen-SS Kurt Franz, dessen Hund Barry unter den Häftlingen gefürchtet war.
Als Eberl am 15. Februar 1948 von einem Mitgefangenen in der Ulmer Haftanstalt auf das gerade erschienene Buch von Eugen Kogon „Der SS-Staat“ und den darin erwähnten gleichnamigen Arzt angesprochen wurde, entschloss sich Eberl zum Suizid, den er am nächsten Tag, dem 16. Februar 1948, durch Erhängen in seiner Gefängniszelle ausführte. Zu diesem Zeitpunkt hatten die Ermittlungsbehörden immer noch keine Kenntnis von der wahren Identität des toten Untersuchungsgefangenen.

### Alliierte Strafverfahren
Stangl wurde 1945 von der US-Armee in Österreich verhaftet und angeklagt. Er konnte fliehen, lebte bis 1951 in Syrien und danach in Brasilien. 1967 wurde er an Deutschland ausgeliefert und vom Landgericht Düsseldorf am 22. Dezember 1970 wegen gemeinschaftlichen Mordes an mindestens 400.000 Menschen zu lebenslanger Haft verurteilt. Stangl legte gegen das Urteil Revision ein, verstarb jedoch am 28. Juni 1971 in der Haftanstalt an Herzversagen. Durch die Aussagen überlebender Häftlinge, beispielhaft Richard Glazar, wurden viele Details der von den Angeklagten mitzuverantwortenden Torturen des Lagers in der Öffentlichkeit bekannt.

### Verfahren 1964 und 1965
Das Landgericht Düsseldorf verurteilte Kurt Franz im Treblinka-Prozess mit seinem Urteil vom 3. September 1965 wegen gemeinschaftlichen Mordes an mindestens 300.000 Personen, wegen Mordes in 35 Fällen an mindestens 139 Personen und wegen versuchten Mordes zu lebenslangem Zuchthaus. Wegen seines Alters und aus gesundheitlichen Gründen wurde Franz Mitte 1993 entlassen und starb am 4. Juli 1998 in Wuppertal. Neben Franz waren im Treblinka-Prozess auch neun weitere Beschuldigte angeklagt, darunter Heinrich Matthes und Franz Suchomel.
Das Landgericht München verurteilte SS-Obergruppenführer Karl Wolff (Chef des Persönlichen Stabes von Himmler und Verbindungsoffizier der SS zu Hitler) am 30. September 1964 zu 15 Jahren Haft, wegen Beihilfe zum Mord in mindestens 300.000 Fällen (Deportationen nach Treblinka). 1971 wurde ihm Haftverschonung wegen Haftunfähigkeit gewährt.

## Arbeitslager Treblinka
Zwei Kilometer südlich des Vernichtungslagers Treblinka II befand sich ab Herbst 1941 bis Juli 1944 das Arbeitslager Treblinka, zur Unterscheidung vom später errichteten Vernichtungslager auch Treblinka I genannt. Dort wurden Personen eingewiesen, die tatsächlich oder vermeintlich „gegen ein von einer deutschen Behörde des Generalgouvernements erlassenes Verbot oder Gebot“ verstoßen hatten; zudem wurden Juden aus den im Vernichtungslager ankommenden Zügen selektiert. Als Haftdauer waren zwei bis sechs Monate vorgesehen. Im Arbeitslager wurden ständig zwischen 1000 und 1200 Häftlinge als Arbeitskommando gefangen gehalten und in einer benachbarten Kiesgrube und diversen Werkstätten auf dem Gelände zur Zwangsarbeit eingesetzt. Von den insgesamt rund 20.000 Häftlingen überlebte weniger als jeder Zweite die Haft. Am 23. Juli 1944 liquidierten Trawniki-Männer und SS-Leute das Lager, weil sich die Front näherte. Mehr als 500 jüdische Häftlinge wurden erschossen. Anfang August wurden die 20 polnischen Häftlinge des Aufräumungskommandos erschossen.

## Gedenkstätte

### Gedenkorte und Denkmäler auf dem Lagergelände
Die Lage der einzelnen Gebäude und Flächen sind wegen der gründlichen Vertuschung beim Rückbau des Vernichtungslagers nicht immer sicher festzustellen; die nachträglich angebrachten Monumente deuten die ungefähre Lage an und sind mit dem Wort „symbolisch“ gekennzeichnet.

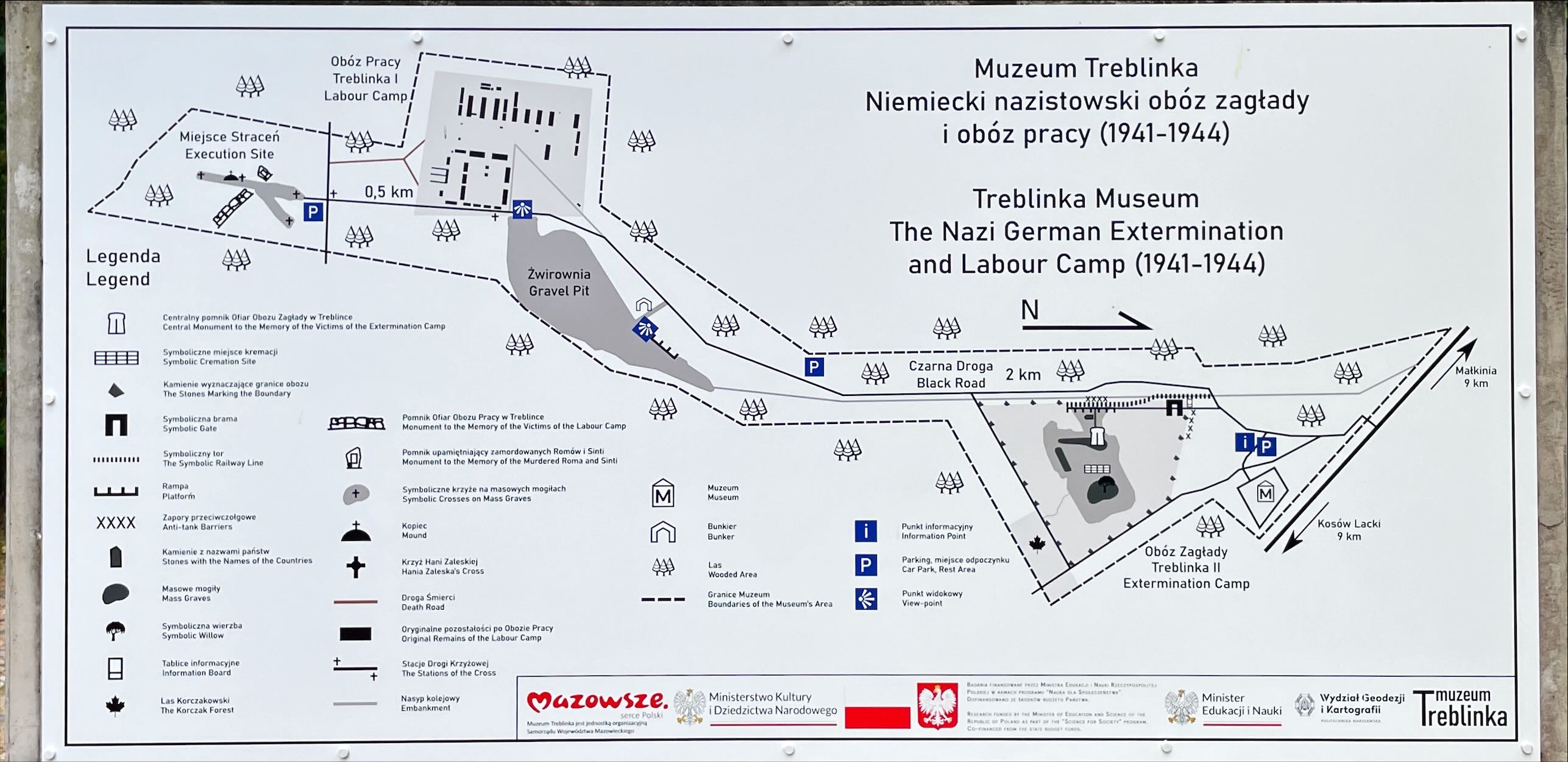
Überblickskarte über die heutige Gedenkstätte
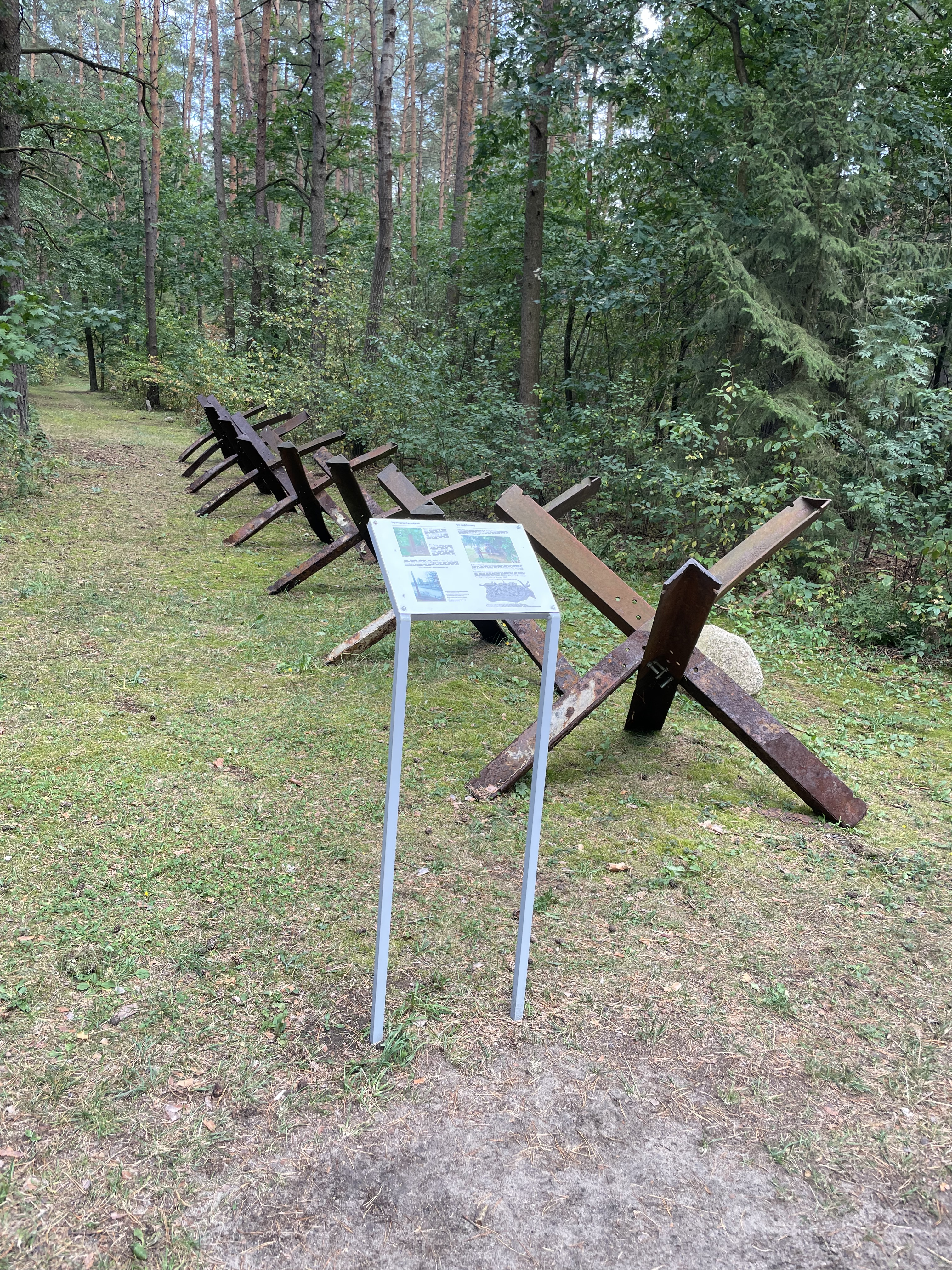
Panzersperren zur Partisanenabwehr
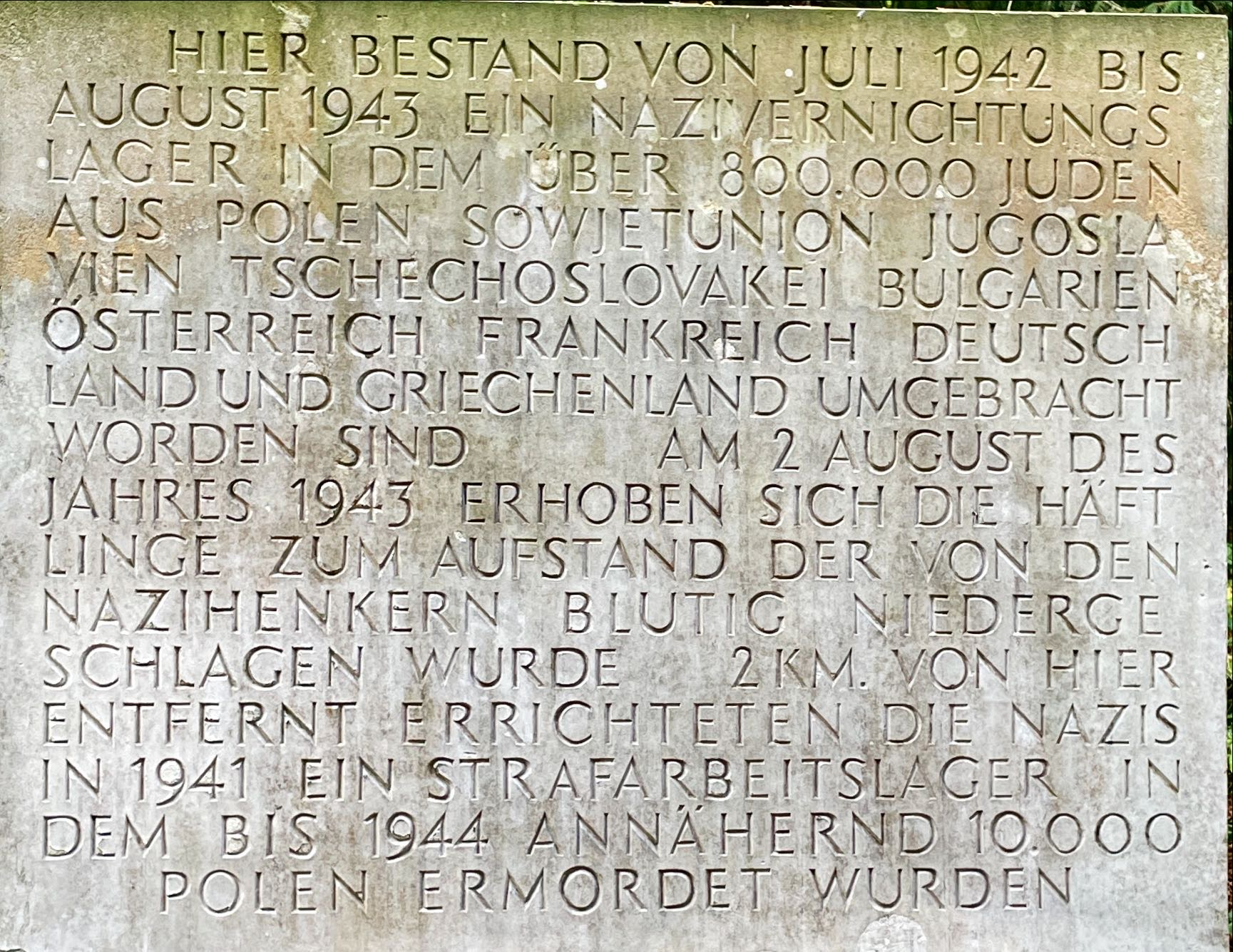
Gedenkstein am Eingang
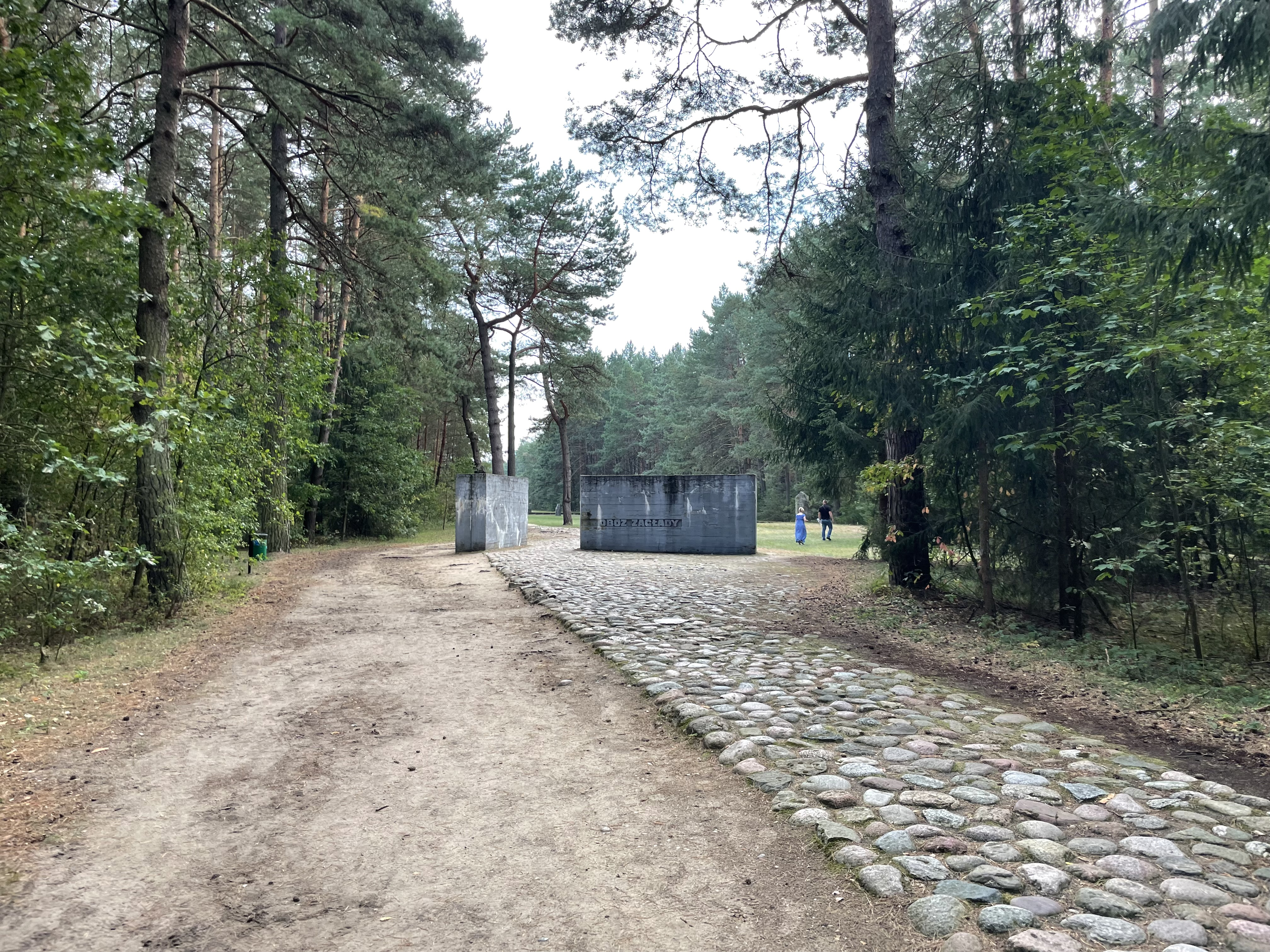
Symbolisches Tor am Eingang
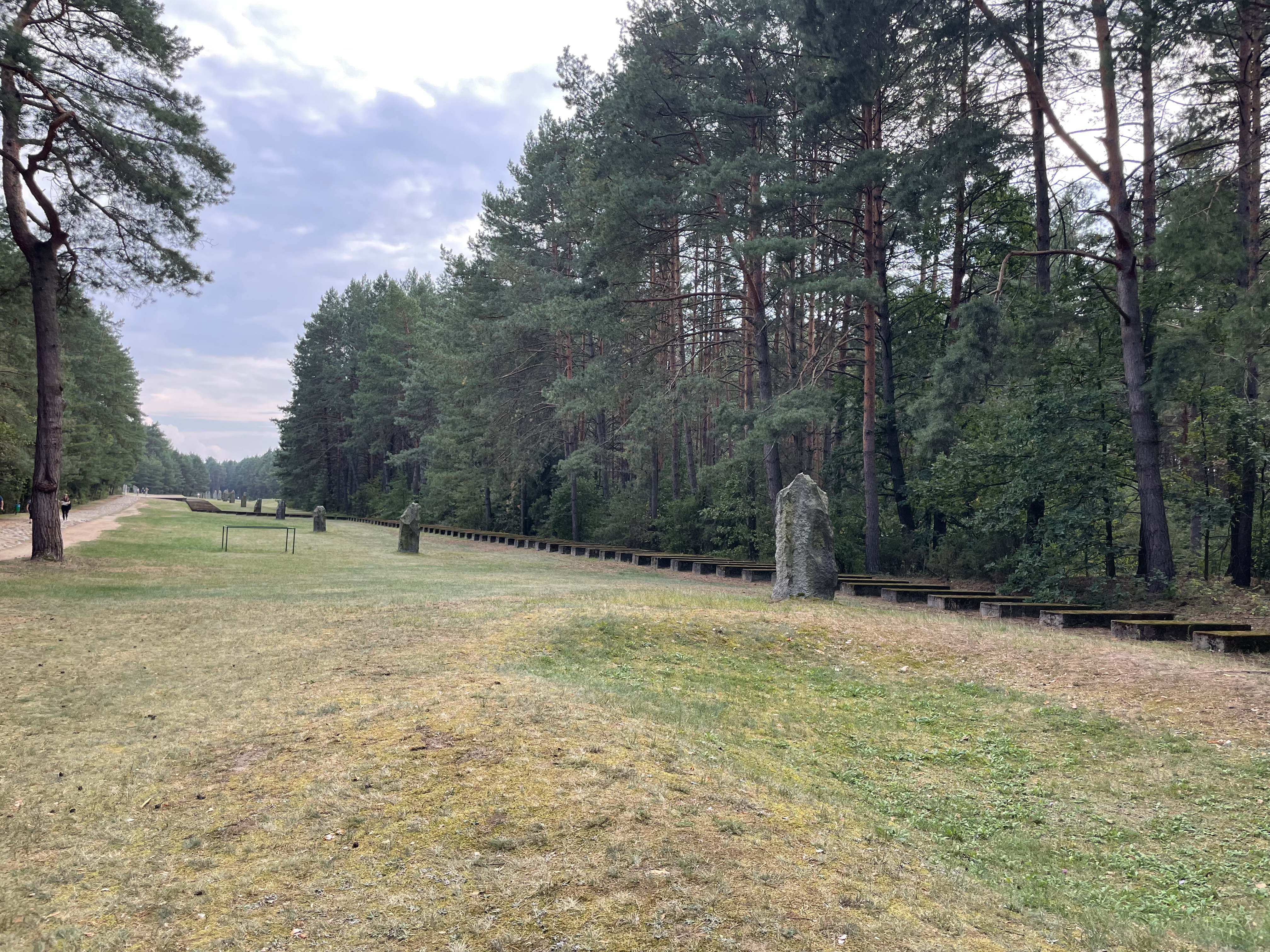
Symbolische Eisenbahnstrecke
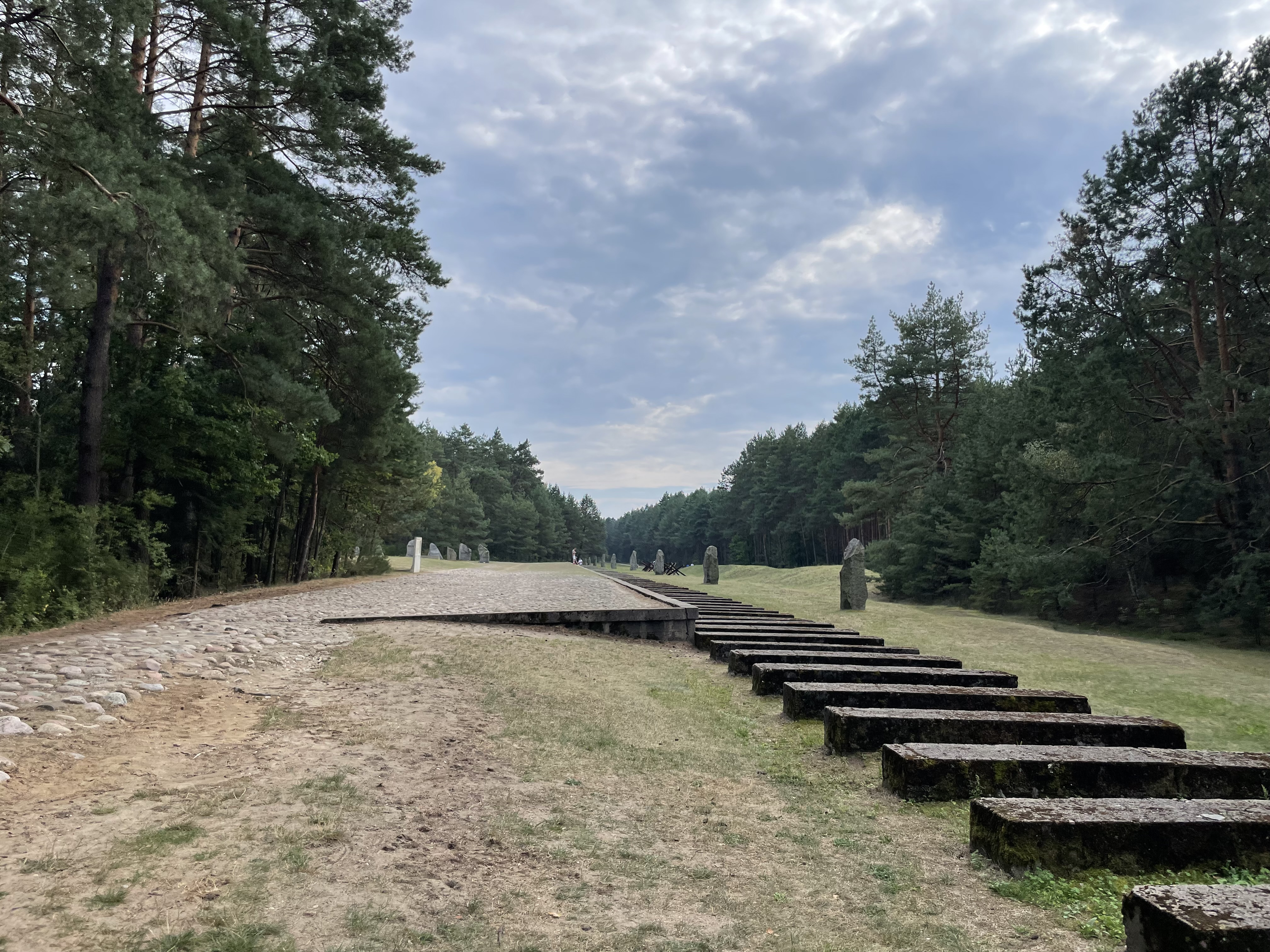
Symbolische Rampe
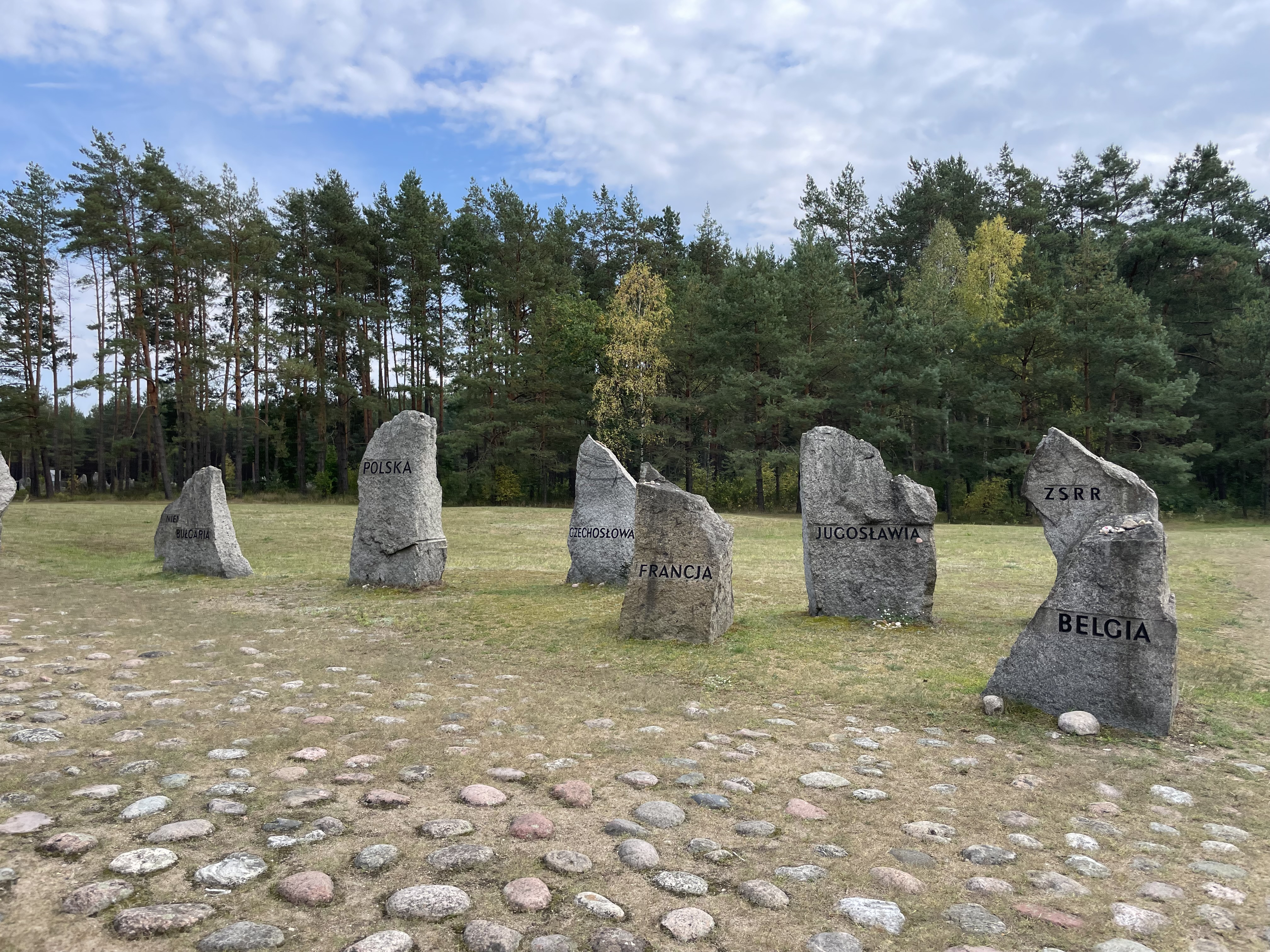
Gedenksteine mit den Herkunftsländern der Opfer
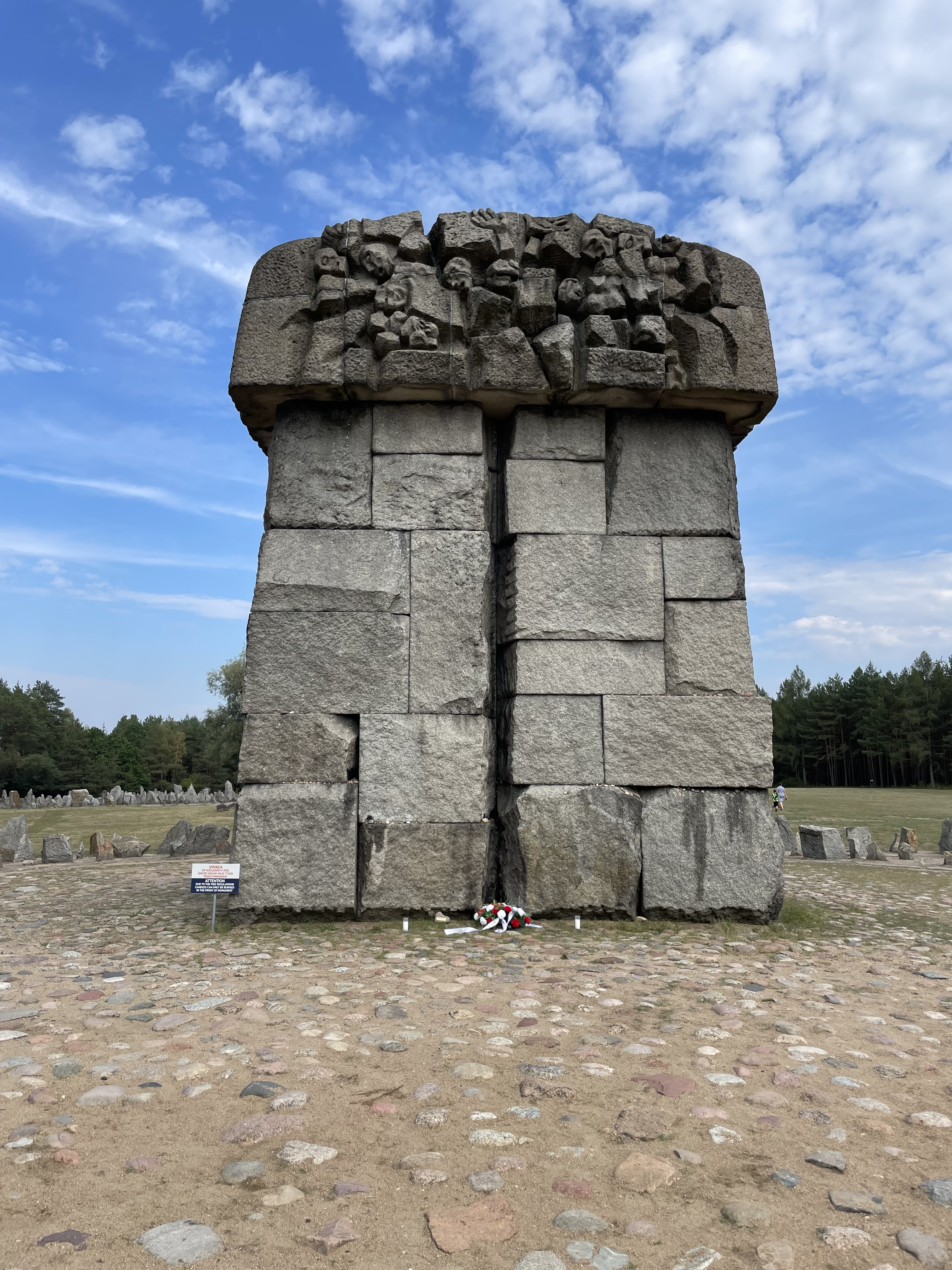
Denkmal für die Opfer
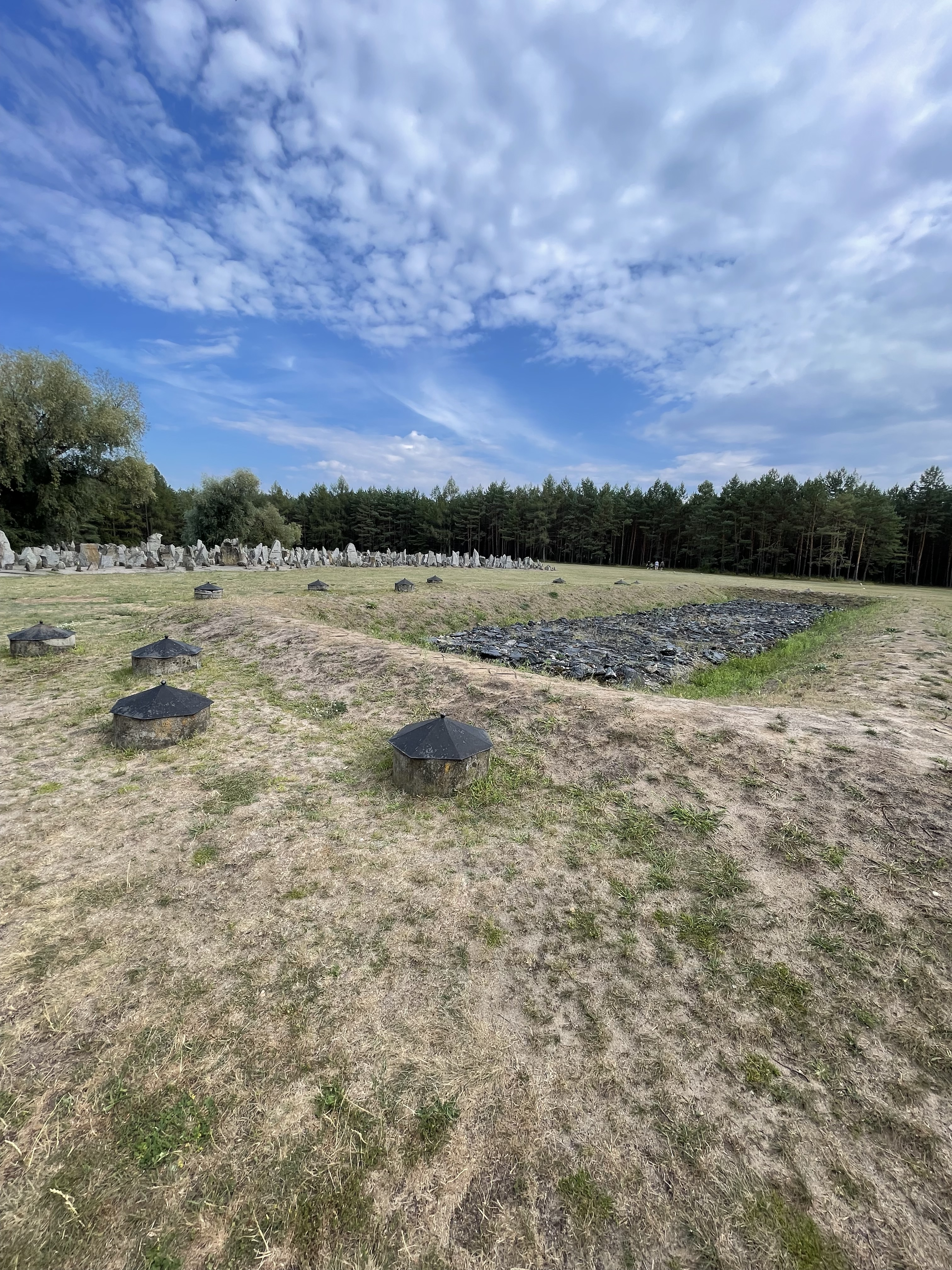
Symbolische Kremierungsfläche
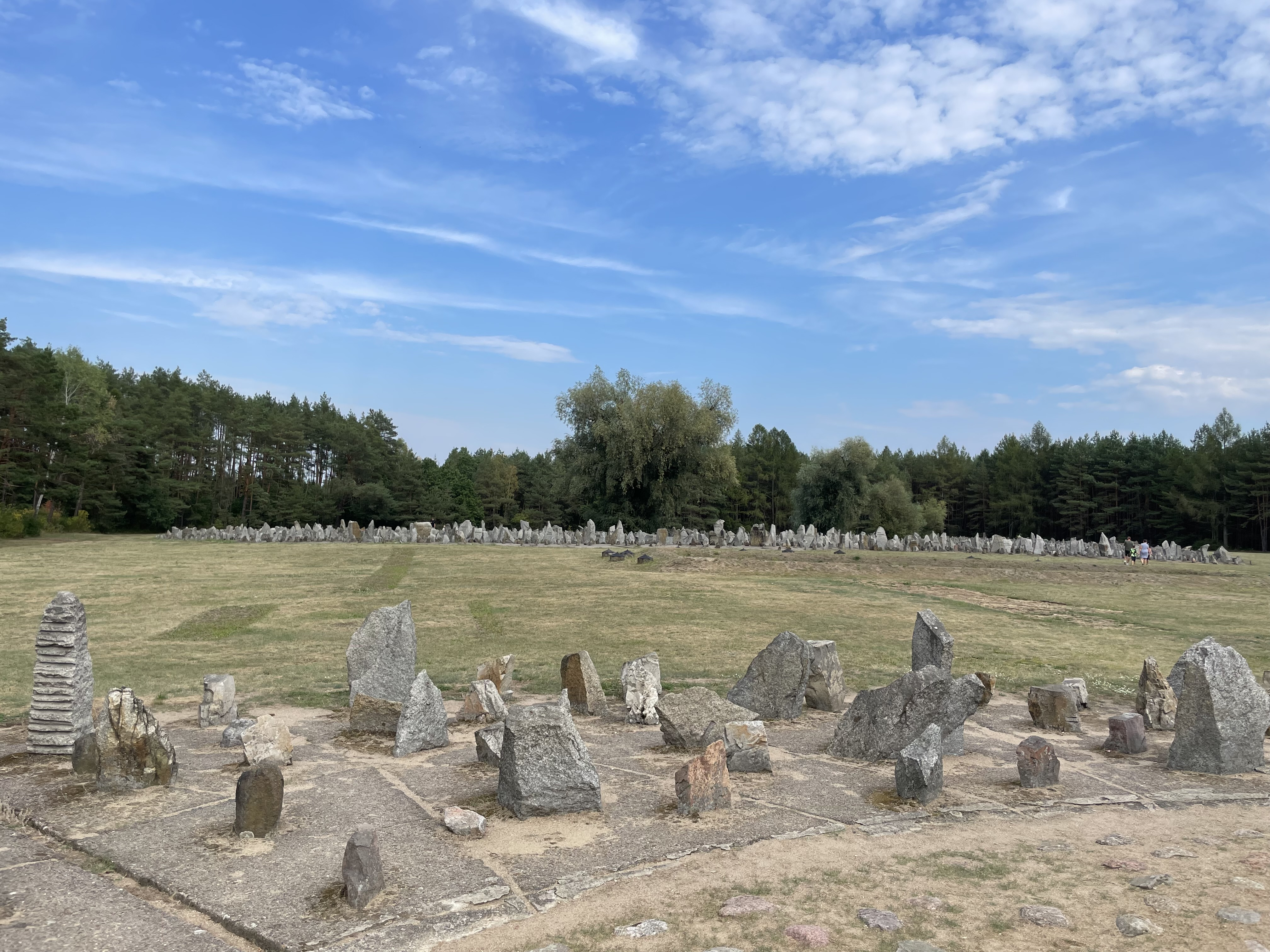
Massengräber mit symbolischer Weide
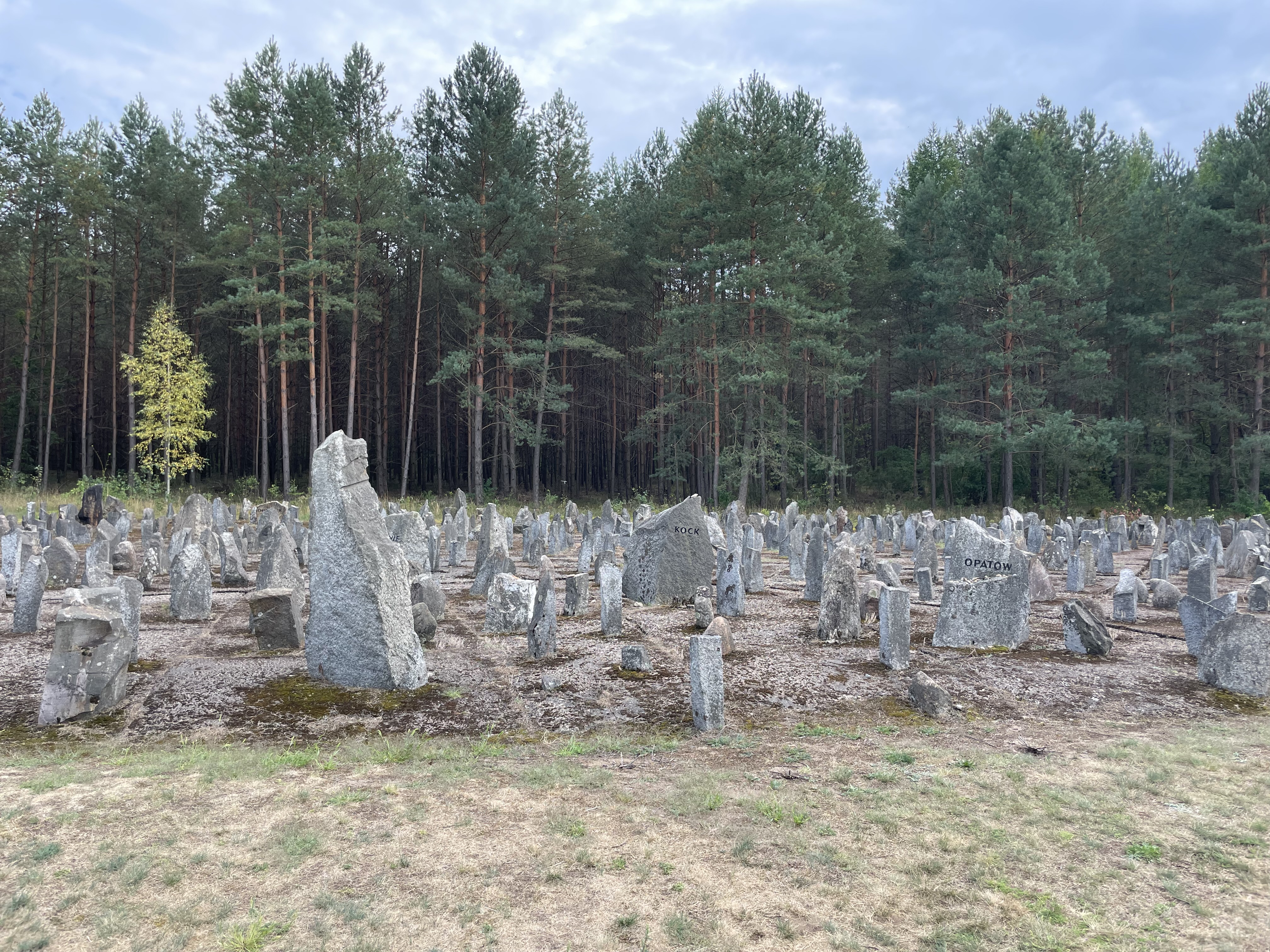
Blick auf einige der 17.000 Granitblöcke mit mehr als 200 Herkunftsorten der Opfer
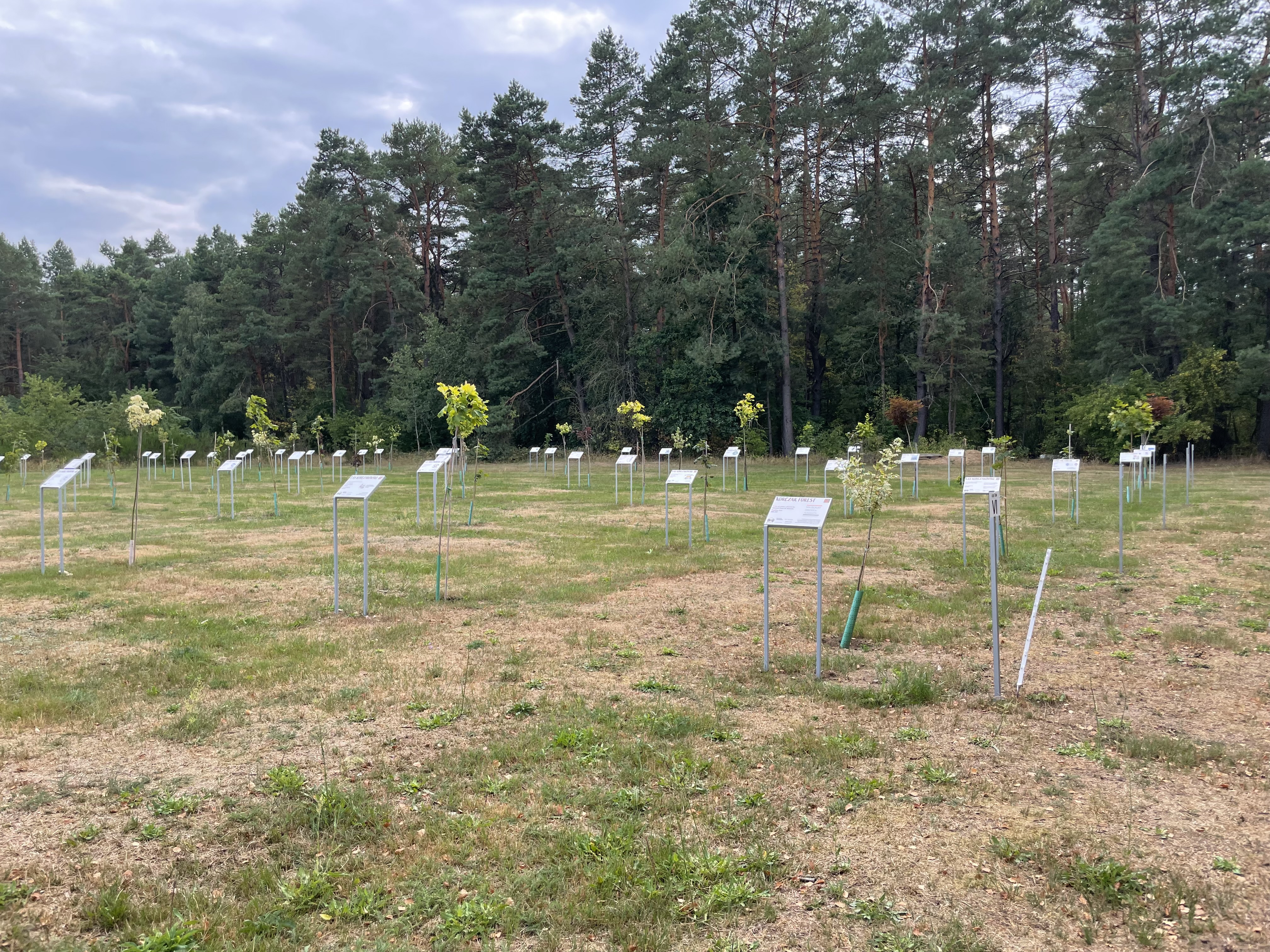
Korczak-Wald
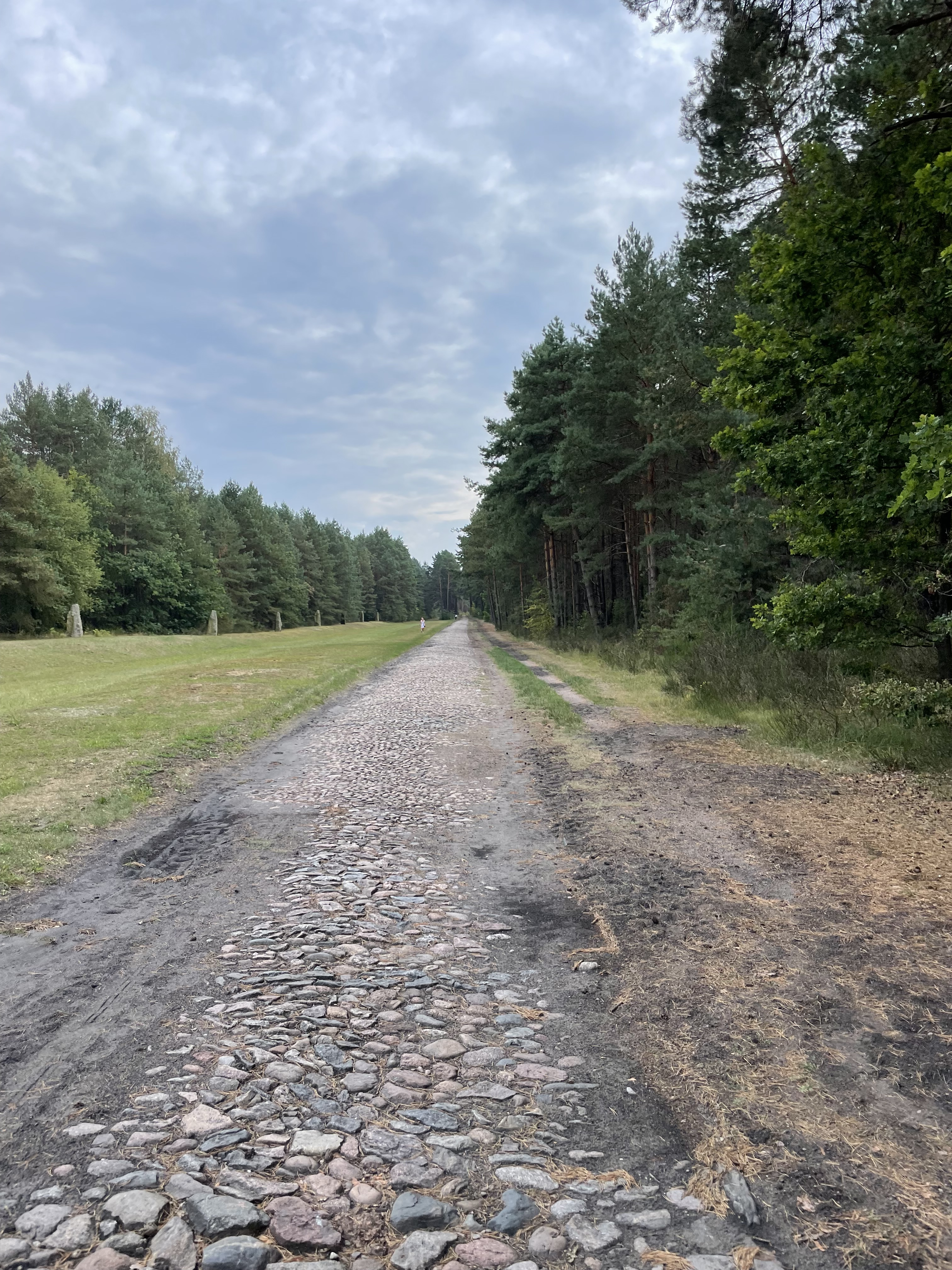
Symbolische Grenze des Lagers
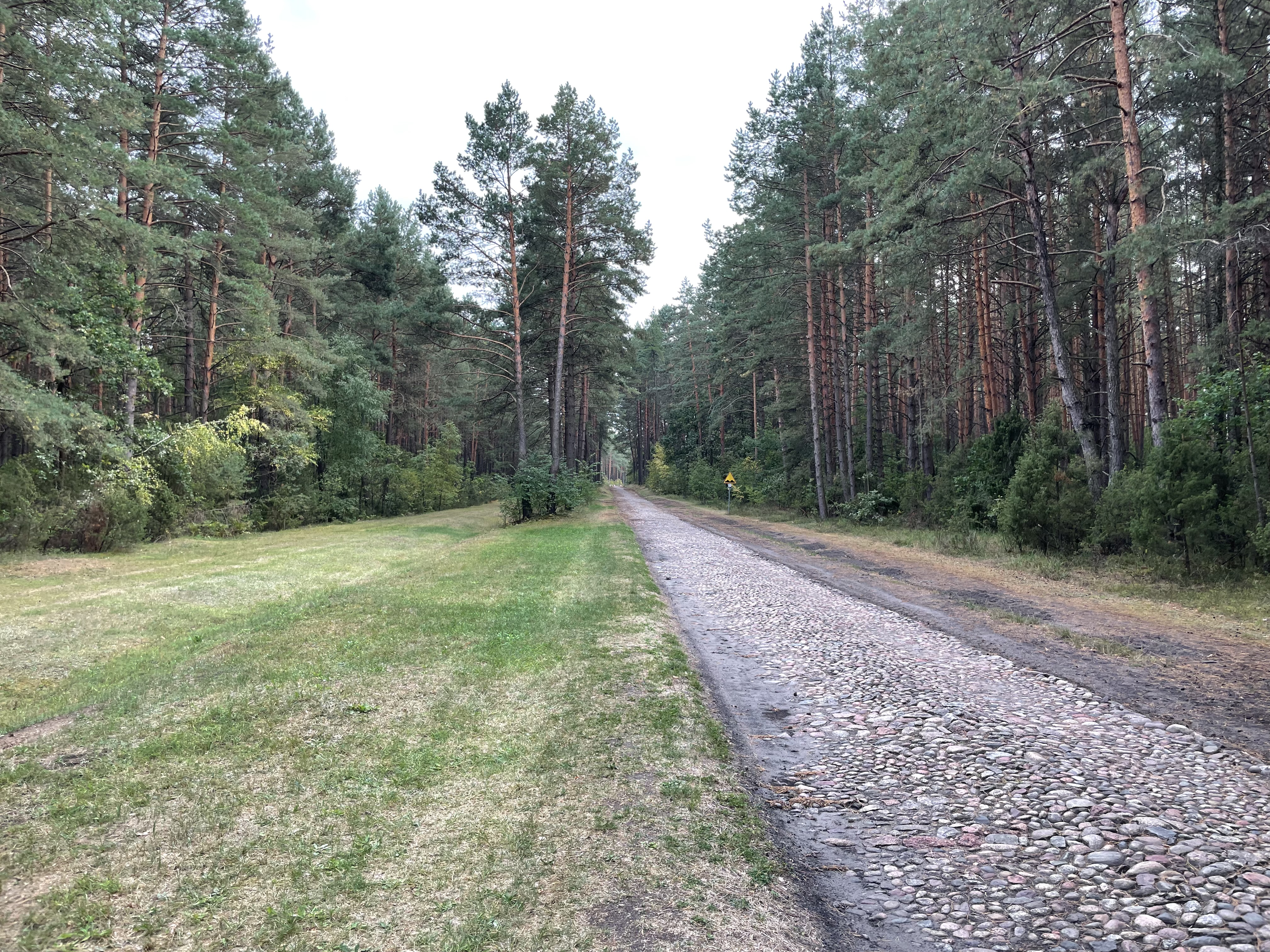
„Schwarze Straße“
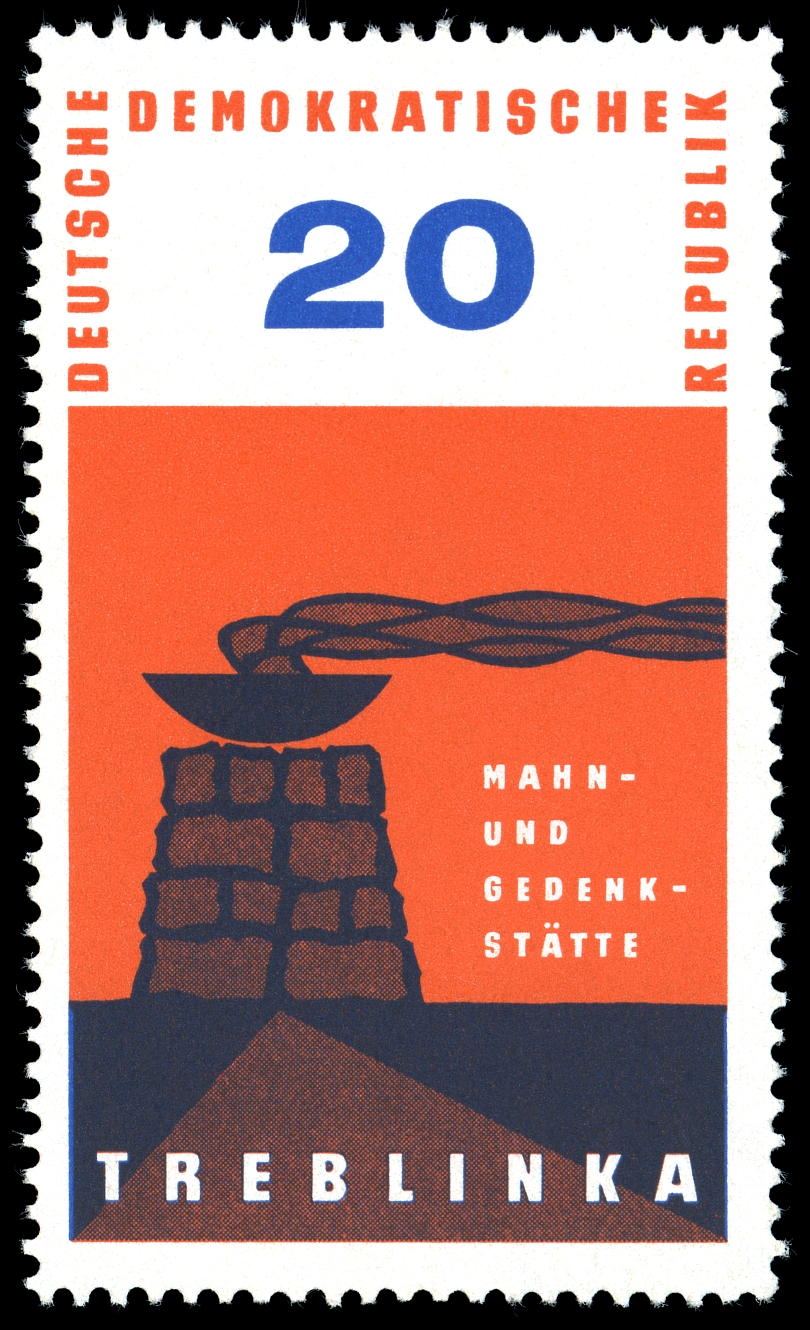
DDR-Briefmarke von 1963 aus der Reihe Internationale Mahn- und Gedenkstätten

Erste Pläne zur Errichtung eines Denkmals auf dem Lagergelände existierten bereits 1947, als das polnische Ministerium für Wiederaufbau und das Komitee zur Ehrung der Opfer von Treblinka (KUOT) eine Ausschreibung für dessen Gestaltung initiierten. Der Anfang 1948 ausgewählte Entwurf von Władysław Niemiec und Alfons Zielonko sah u. a. einen Friedhof in Form eines Davidsterns, 25 Meter hohe Dekalogtafeln in Form eines Obelisken mit der Inschrift „Nie zabijaj“ (deutsch: „Du sollst nicht töten“) sowie ein Mausoleum vor. Dieser Entwurf wurde allerdings aus unbekannten Gründen nie realisiert, womöglich war die geplante Gestaltung für das nach 1949 in Polen praktizierte Gedenken an den Holocaust zu wenig heroisch.
1955 erfolgte die erneute Ausschreibung durch das polnische Ministerium für Kultur und Kunst (Ministerstwo Kultury i Sztuki). Nach der Entscheidung für einen der eingereichten Entwürfe am 28. Februar 1960 wurde das Gelände dann nach den ausgewählten Plänen des Architekten Adam Haupt und des Bildhauers Franciszek Duszeńko, der selbst Häftling in den Konzentrationslagern Groß-Rosen und Sachsenhausen gewesen war, umgestaltet. Die teilweise an einen jüdischen Friedhof angelehnte, bis heute weitgehend unveränderte Anlage konnte schließlich am 10. Mai 1964 eingeweiht werden. Sie gilt als einer der eindrucksvollsten Erinnerungsorte an den Holocaust.
Entlang der Trasse des ehemaligen Nebengleises, das von der Bahnstrecke Małkinia–Siedlce ins Lager führte, sowie auf der Grenzlinie des Lagers wurden zwei Meter hohe, grob behauene Granitblöcke aufgestellt. Auf dem letzten Abschnitt der Trasse sind aus Beton Eisenbahnschwellen nachgebildet, die an der wieder aufgebauten Rampe enden. Ebenfalls zur Rampe führt ein 200 Meter langer Weg aus Pflastersteinen, der am durch zwei Betonwände gekennzeichneten ehemaligen Haupttor des Vernichtungslagers beginnt. In eine der beiden Wände am Haupttor sind die Worte „obóz zagłady“ (deutsch: „Vernichtungslager“) eingraviert.
Von der Rampe führt ein ebenfalls gepflasterter Weg, neben dem in einer Gruppe Steine mit den Namen der Herkunftsländer der Deportierten – Belgien, Bulgarien, Deutschland, Frankreich, Griechenland, Jugoslawien, Österreich, Polen, Sowjetunion, Tschechoslowakei – stehen, in das Lagerinnere. An der ungefähren Stelle der Gaskammern erhebt sich ein acht Meter hoher, auf der der Rampe zugewandten Seite in der Mitte gespaltener Turm mit quadratischem Grundriss. Er besteht aus großen Granitquadern und wird von einer auskragenden Krone abgeschlossen. In die Krone sind auf drei Seiten in Reliefform schematisch menschliche Körper sowie darüber segnende Hände angedeutet. Auf der vierten, von der Rampe abgewandten Seite ist auf der Krone eine Menora abgebildet. In einem neben dem Turm liegenden Stein sind in den Sprachen der Opfer – Polnisch, Hebräisch, Jiddisch, Russisch, Englisch, Französisch und Deutsch – die Worte „Nie wieder“ eingemeißelt. Hinter dem Turm symbolisiert in einer seichten Mulde ein rechteckiges, 14 Meter langes und 5 Meter breites Feld aus geschmolzenem Basalt die Verbrennung der Leichen.
Ein Kreis rund um den Steinturm sowie Teile des Geländes der Massen- bzw. Aschegräber – insgesamt rund 22.000 m² – sind mit Betonplatten überdeckt, auf denen etwa 17.000 gebrochene, unbehauene Granitsteine unterschiedlicher Größe verteilt stehen, die jüdische Grabsteine (Mazewa) symbolisieren. In 216 von ihnen sind Namen von Herkunftsorten und -gemeinden der Opfer von Treblinka eingraviert. Einzige auf dem Gelände erwähnte individuelle Person ist der Arzt und Pädagoge Janusz Korczak (Henryk Goldszmit), dem seit seinem hundertsten Geburtstag 1978 zusammen mit den etwa 200 Kindern, die er auf ihrem Weg nach Treblinka begleitete, ein Stein mit der Inschrift Janusz Korczak – Henryk Goldszmit – i dzieci (deutsch: „… und Kinder“) gewidmet ist.
Der nördliche, das „Wohnlager“ (Lager III) umfassende Abschnitt des Geländes ist bewaldet. Vom Südende des Lagergeländes führt ein Weg zum ebenfalls zu einer Gedenkstätte umgestalteten ehemaligen Arbeitslager Treblinka I.

### Muzeum Walki i Męczeństwa w Treblince – Museum

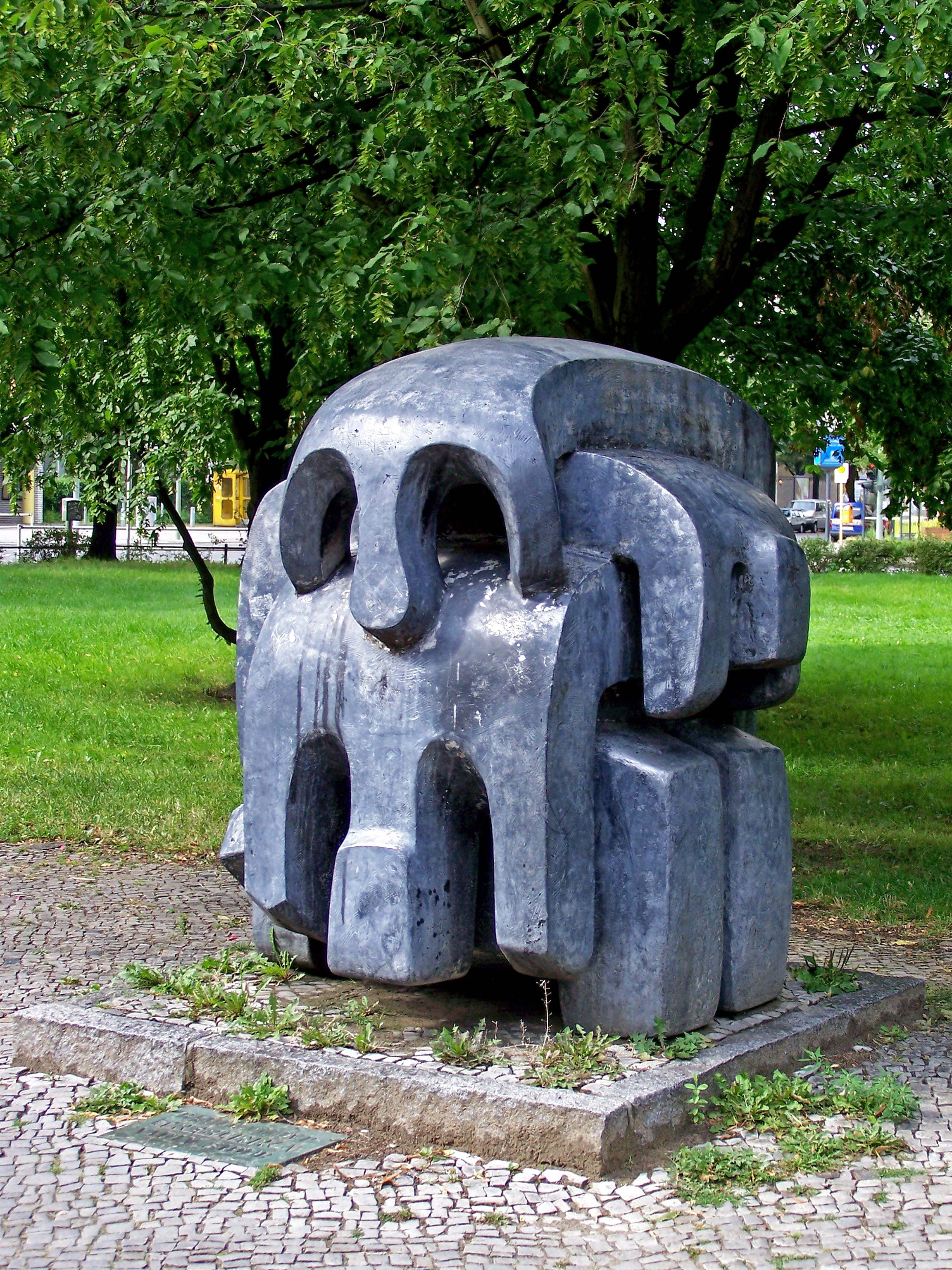
Treblinka, 1966 von Wadim Abramowitsch Sidur geschaffen und 1979 in Berlin aufgestellt

Seit Februar 2006 informiert eine Ausstellung im Verwaltungsgebäude der Gedenkstätte über die Geschichte des deutschen Vernichtungslagers.
Die Mahn- und Gedenkstätte Treblinka gehört seit 1986 zum Muzeum Walki i Męczeństwa w Treblince (dt.: Museum des Kampfes und des Martyriums in Treblinka) mit Sitz in Kosów Lacki, einige Kilometer südöstlich von Treblinka. Dieses wiederum ist eine Abteilung des Muzeum Regionalnego w Siedlcach (Regionalmuseum Siedlce).
Etwa 60.000 Menschen besuchen Treblinka pro Jahr, die Hälfte der Besucher kommt aus dem Ausland.
Anschrift:
Wólka Okrąglik 115
08-330 Kosów Lacki / Treblinka

## Filme
- Shoah, 1985, Regie: Claude Lanzmann
- Der Schrei nach Leben, 1982, nach einem Buch von Martin Gray